# Liste der WWE Pay-Per-Views
Die monatlichen Großveranstaltungen der WWE werden als Pay-per-View Events, kurz PPV, international im Fernsehen übertragen. PPVs machen ein Viertel des Gesamtumsatzes der WWE aus. In Deutschland kann man diese Großveranstaltungen auf dem WWE Network live sehen. Hervorzuheben sind dabei die vier ursprünglichen Großveranstaltungen (Royal Rumble, WrestleMania, SummerSlam, Survivor Series), die auch heute noch die aufwändigsten und größten des Jahres sind und auch als Big Four bezeichnet werden.
Bis zum Jahr 1995 war die Anzahl der PPVs auf fünf begrenzt: Royal Rumble im Januar, WrestleMania im März oder April, King of the Ring im Juni, SummerSlam im August und die Survivor Series im November. Am 14. Mai 1995 veranstaltete die WWF In Your House: Premiere und brach damit die Tradition. Bis ins Jahr 1999 wurde zwischen den traditionellen PPVs ein In-Your-House-PPV mit jeweils einem neuen Untertitel veranstaltet (zum Beispiel In Your House: Mind Games 1996).
Daraufhin startete die WWF die monatlichen PPVs mit einem jeweils festen Namen. Fast ein Jahr nach dem Rostersplit im Jahr 2002 wurden die PPVs zwischen den Rostern RAW und SmackDown aufgeteilt. Damit aber jedes Roster zusätzlich zu den Big Four die gleiche Anzahl an PPVs hatte, wurde King of the Ring abgeschafft. Die Zahl der Großveranstaltungen konnte auch variieren, da man zeitweise mit New Years Revolution (2005–2007), ECW One Night Stand (2005–2008), ECW November to remember (2006) oder Great American Bash (2004–2009) auf mehr als zwölf PPVs pro Jahr kam.
Nach der Rückkehr des Rostersplits am 19. Juli 2016 veranstalten RAW und SmackDown wieder ihre jeweils eigenen PPVs. Der erste reine SmackDown-PPV nach dem erneuten Rostersplit Backlash wurde am 11. September 2016, der erste RAW-PPV Clash of Champions zwei Wochen später am 25. September 2016 veranstaltet. An den Big Four waren weiterhin beide Brands beteiligt.

## Haupt-Events
Einige Events enthalten Matches, die besondere Stipulationen haben oder drehen sich um ein bestimmtes Thema.
| Veranstaltung                                       | Besonderheit |
| Derzeitige                                          | Derzeitige |
| --------------------------------------------------- | --- |
| Royal Rumble                                        | Royal Rumble Match, eine Battle Royal mit normalerweise 30 Teilnehmern. Zu Beginn sind zwei Wrestler im Ring, und alle 90 Sekunden kommt ein weiterer Wrestler hinzu.                                                                  |
| Elimination Chamber                                 | Ein oder mehrere Matches im Elimination Chamber. |
| WrestleMania                                        | WrestleMania ist das größte und prestigeträchtigste Event des WWE-Kalenders, oft als das „Super Bowl des Wrestling“ bezeichnet. |
| Backlash                                            | Findet traditionell nach WrestleMania statt, setzt die Fehden und Ergebnisse von WrestleMania fort und schließt sie ab. |
| King and Queen of the Ring, früher King of the Ring | King-of-the-Ring-Turnier. |
| Clash at the Castle                                 | Veranstaltungen im Vereinigten Königreich, der Name nimmt Bezug auf Schlösser in der Umgebung |
| Money in the Bank                                   | Ein Leitermatch um den Money-in-the-Bank-Koffer. |
| SummerSlam                                          | SummerSlam wird als zweitwichtigstes Event der WWE angesehen und oft als „The Biggest Party of the Summer“ bezeichnet. |
| Bad Blood                                           | Mindestens ein Hell in a Cell-Match |
| Crown Jewel                                         | Hochkarätige Veranstaltung in Saudi-Arabien |
| Survivor Series                                     | Mehrere (meist 5er) Teams treten gegeneinander an. In der jüngsten Zeit handelte es sich meist um Interbrand-Matches zwischen Smackdown, Raw und zuletzt auch NXT.                                                                     |
| Fastlane                                            | Der Name Fastlane bezog sich ursprünglich auf seine Position zwischen dem Royal Rumble und WrestleMania. Mit der Wiedereinführung 2023 wurde dieses Thema jedoch aufgegeben, da das Event sechs Monate nach WrestleMania 39 stattfand. |
| Ehemalige                                           | |
| New Year's Resolution                               | Findet zu Beginn des Jahres statt und leitet oft neue Fehden und Storylines ein, die die Richtung für das kommende Jahr festlegten. |
| Hell in a Cell                                      | Mindestens ein Hell in a Cell-Match |
| Clash of Champions                                  | Jede Championship wird verteidigt. |
| Extreme Rules                                       | Einige oder alle Matches haben eine Extra-Stipulation. meist handelt es sich um Hardcore-Matches. |
| TLC: Tables, Ladders & Chairs                       | Im Mittelpunkt steht ein TLC-Match. Weitere Matches können Tables- und Ladder-Matches sein. |
| Starrcade                                           | Ursprünglich als eine der größten und bedeutendsten Veranstaltungen von World Championship Wrestling (WCW) bekannt |
| In Your House                                       | WWE In Your House war eine PPV-Reihe, die kürzere und kostengünstigere Events bot. |
| Over The Edge                                       | Wurde aufgrund von Owen Harts Unfall eingestellt. |
| Halftime Heat                                       | Spezielles Event während der Halbzeitpause des Super Bowl |
| Fully Loaded                                        | Fokus auf „vollgepackte“ Matchkarten |
| Unforgiven                                          | Zentrale Thematik der „Vergebung“ und die häufigen Storylines aus, die um Rache, Wiedergutmachung und die Lösung von Fehden kreisten.                                                                                                  |
| Rebellion                                           | Ausrichtung auf internationale Märkte, insbesondere im Vereinigten Königreich, und bot oft Matches und Storylines, die speziell für das europäische Publikum entwickelt wurden.                                                        |
| Armageddon                                          | Besonders spektakuläre und oft extreme Matches aus, die den Höhepunkt von intensiven Fehden und dramatischen Storylines markierten. |
| No Way Out                                          | „Elimination Chamber“-Matches und andere Kämpfe mit hohen Einsätzen, die oft den Weg zu WrestleMania ebneten. |
| Insurrextion                                        | Ausrichtung auf internationale Märkte, insbesondere im Vereinigten Königreich, und bot oft Matches und Storylines, die speziell für das europäische Publikum entwickelt wurden.                                                        |
| Judgment Day                                        | Konsequente und oft entscheidende Fehdenentscheidungen, bei denen häufig bedeutende Entwicklungen und Wendepunkte in den Storylines erreicht wurden.                                                                                   |
| Invasion                                            | Ähnlich wie bei Worlds Collide. Matches zwischen WWF-Wrestlern und ehemaligen WCW und ECW-Wrestlern |
| Over The Limit                                      | Spezielle Stipulationen, die die Grenzen der körperlichen Belastung und der Regelkonformität testeten mit einem „I Quit“ Match |
| Payback                                             | Zentrale Thematik der „Rache“ |
| Battleground                                        | Intensive und entscheidenden Matches |
| One Night Stand                                     | Der PPV erinnerte an ECW, dementsprechend gab es viele Hardcore-Matches. |
| Taboo Tuesday, später Cyber Sunday                  | Die Fans konnten über ein Voting-System die Matches beeinflussen (Stipulationen wählen zum Beispiel). |
| Fatal 4-Way                                         | Matches im Stil des Fatal-4-Way. |
| Bragging Rights                                     | Ein Turnier zwischen WWE Smackdown und WWE Raw. |
| Night of Champions                                  | Heute Clash of Champions. |
| Greatest Royal Rumble                               | Ein 50-Mann-Royal-Rumble. |
| United Kingdom Championship Tournament              | Turnier im Vereinigten Königreich. |
| Mae Young Classic Finale                            | Turnier für 32 Frauen von der ganzen Welt. |
| Super ShowDown                                      | Groß angelegte Veranstaltung in internationalen Märkten, insbesondere in Australien und Saudi-Arabien |
| Day 1                                               | Zeitpunkt: erster Tag des neuen Jahres |
| Einmalige                                           | |
| The Wrestling Classic                               | Einmaliges Turnier (1985) |
| This Tuesday in Texas                               | Einmaliges Event (1991) |
| Capital Carnage                                     | Einmaliges UK-Event (1998) |
| December to Dismember                               | Einmalige Veranstaltung (2006) mit Weihnachtsthematik und einem Elimination Chamber Match |
| Breaking Point                                      | Einmalige Veranstaltung (2009) mit viele Aufgabematches. |
| Capitol Punishment                                  | Einmalige Veranstaltung (2011) mit thematischer Ausrichtung auf politische und patriotische Elemente, da die Veranstaltung oft in der Nähe des US-Kapitols stattfand.                                                                  |
| The Beast in the East                               | Einmaliges Event (2015) für den Japanischen Markt mit Fokus auf „The Beast“ Brock Lesnar |
| WWE Live from Madison Square Garden                 | Einmaliges Event (2015): WWEs Rückkehr in eine der ikonischsten Arenen der Welt |
| Cruiserweight Classic Finale                        | Einmaliges Turnier (2016) zwischen Cruiserweights. |
| Great Balls of Fire                                 | Einmaliges Event (2017) |
| Evolution                                           | Einmaliger Weiblicher PPV (2018) |
| The Shield's Final Chapter                          | Einmaliges Event (2019) |
| Evolve 131                                          | Einmaliges Event (2019) |
| Stomping Grounds                                    | Einmaliges Event (2019) |
| SmackVille                                          | Einmaliges Event (2019) |
| Superstar Spectacle                                 | Einmaliges Event (2021) |
| Bash in Berlin                                      | Einmaliges Event (2024) – erster PPV der WWE in Deutschland |

## NXT-Events
| Veranstaltung             | Besonderheit |
| Aktuell                   | Aktuell |
| ------------------------- | --- |
| The Great American Bash   | Patriotische Thematik |
| Vengeance / Vengeance Day | Intensive Fehdenabschlüsse, bei denen rivalisierende Superstars gegeneinander antraten, um finale Rache oder Erlösung zu suchen.                                    |
| Roadblock                 | Event, als „Hindernis“ auf dem Weg zu einem größeren Pay-Per-View                                                                                                   |
| No Mercy                  | Fokussierung auf besonders harte und kompromisslose Matches, oft mit brutalen oder extremen Stipulationen, die intensivere und häufig gewalttätigere Kämpfe bieten. |
| Stand & Deliver           | |
| Halloween Havoc           | |
| Heatwave                  | |
| Deadline                  | |
| Ehemalig                  | |
| NXT TakeOver: WarGames    | Mindestens ein Match findet nach War-Games-Regeln statt (zwei Ringe).                                                                                               |
| Worlds Collide            | Es handelt sich um eine Mischung von Wrestlern aus den Brands NXT und NXT UK.                                                                                       |
| NXT TakeOver              | |

## Vergangene Veranstaltungen

### 1980er

#### 1985
Die Geschichte der WWE-Pay-per-Views begann 1985 mit der ersten WrestleMania. Im gleichen Jahr wurde außerdem das Turnier The Wrestling Classic ausgestrahlt.
| Event                 | Datum            | Arena                 | Ort                | Hauptkampf                                             |
| --------------------- | ---------------- | --------------------- | ------------------ | ------------------------------------------------------ |
| WrestleMania I        | 31. Mai          | Madison Square Garden | New York, New York | Hulk Hogan und Mr. T vs. Roddy Piper und Paul Orndorff |
| The Wrestling Classic | 7. November 1985 | Rosemont Horizon      | Rosemont, Illinois | Junkyard Dog vs. Randy Savage                          |

#### 1986
WrestleMania 2 wurde im Fernsehen als eine Show ausgestrahlt, jedoch handelte es sich um eine Parallelveranstaltung in drei verschiedenen Arenen.
| Event          | Datum    | Arena                             | Ort                      | Hauptkampf |
| -------------- | -------- | --------------------------------- | ------------------------ | --- |
| WrestleMania 2 | 7. April | Nassau Veterans Memorial Coliseum | Uniondale, New York      | Mr. T vs. Roddy Piper |
| WrestleMania 2 | 7. April | Rosemont Horizon                  | Rosemont, Illinois       | The Dream Team (Greg Valentine und Brutus Beefcake) vs. The British Bulldogs (Davey Boy Smith und Dynamite Kid) um die WWF Tag Team Championship |
| WrestleMania 2 | 7. April | Los Angeles Memorial Sports Arena | Los Angeles, Kalifornien | Hulk Hogan vs. King Kong Bundy um die WWF World Heavyweight Championship (Steel Cage Match)                                                      |

#### 1987
| Event            | Datum        | Arena              | Ort                      | Hauptkampf |
| ---------------- | ------------ | ------------------ | ------------------------ | --- |
| WrestleMania III | 29. März     | Pontiac Silverdome | Pontiac, Michigan        | Hulk Hogan vs. Andre the Giant um die WWF World Heavyweight Championship                                                                           |
| Survivor Series  | 26. November | Richfield Coliseum | Richfield Township, Ohio | Hulk Hogan, Paul Orndorff, Don Muraco, Ken Patera und Bam Bam Bigelow vs. André the Giant, One Man Gang, King Kong Bundy, Rick Rude und Butch Reed |

#### 1988
| Event           | Datum        | Arena                         | Ort                       | Hauptkampf |
| --------------- | ------------ | ----------------------------- | ------------------------- | --- |
| WrestleMania IV | 27. März     | Atlantic City Convention Hall | Atlantic City, New Jersey | Randy Savage vs. Ted DiBiase in einem Match um den vakanten WWF World Heavyweight Championship                                    |
| SummerSlam      | 29. August   | Madison Square Garden         | New York, New York        | The Mega Powers (Randy Savage und Hulk Hogan) vs. The Mega Bucks (Ted DiBiase und André the Giant)                                |
| Survivor Series | 26. November | Richfield Coliseum            | Richfield Township, Ohio  | Randy Savage, Hulk Hogan, Hercules, Koko B. Ware und Hillbilly Jim vs. Big Boss Man, Akeem, Ted DiBiase, Haku und The Red Rooster |

#### 1989
Mit dem Royal Rumble waren nun die „Big Four“ der WWF komplett. Eine Besonderheit stellt der Event No Holds Barred: The Match/The Movie dar. Der PPV bestand aus dem Film Der Hammer und einem vorher aufgezeichneten Match. Er steht auf dem WWE Network wegen den Filmrechten nicht zur Verfügung, das Match ist jedoch Teil eines WWE Supertapes.
| Event                                | Datum                                            | Arena                          | Ort                         | Hauptkampf |
| ------------------------------------ | ------------------------------------------------ | ------------------------------ | --------------------------- | --- |
| Royal Rumble                         | 15. Januar                                       | The Summit                     | Houston, Texas              | 30-Mann-Royal-Rumble-Match |
| WrestleMania V                       | 2. April                                         | Atlantic City Convention Hall  | Atlantic City, New Jersey   | Randy Savage vs. Hulk Hogan in einem Match um WWF World Heavyweight Championship |
| SummerSlam                           | 28. August                                       | Brendan Byrne Arena            | East Rutherford, New Jersey | Hulk Hogan und Brutus Beefcake vs. Randy Savage und Zeus |
| Survivor Series                      | 23. November                                     | Rosemont Horizon               | Rosemont, Illinois          | The Ultimate Warriors (The Ultimate Warrior, Jim Neidhart und The Rockers (Shawn Michaels und Marty Jannetty)) vs. The Heenan Family (Andre The Giant, Haku, Arn Anderson und Bobby Heenan) |
| No Holds Barred: The Match/The Movie | 12. Dezember (Event) 27. Dezember (Ausstrahlung) | Nashville Municipal Auditorium | Nashville, Tennessee        | Hulk Hogan und Brutus Beefcake vs. Randy Savage und Zeus (Cage Match) |

### 1990er

#### 1990
| Event           | Datum        | Arena                 | Ort                        | Hauptkampf |
| --------------- | ------------ | --------------------- | -------------------------- | --- |
| Royal Rumble    | 21. Januar   | Orlando Arena         | Orlando, Florida           | 30-Mann-Royal-Rumble-Match |
| WrestleMania VI | 1. April     | SkyDome               | Toronto, Ontario, Kanada   | Hulk Hogan vs. The Ultimate Warrior um die WWF World Heavyweight Championship und die WWF Intercontinental Championship                  |
| SummerSlam      | 27. August   | Spectrum              | Philadelphia, Pennsylvania | The Ultimate Warrior vs. Rick Rude um die WWF World Heavyweight Championship                                                             |
| Survivor Series | 23. November | Hartford Civic Center | Hartford, Connecticut      | The Ultimate Warrior, Hulk Hogan und Tito Santana vs. Ted DiBiase, Rick Martel, The Warlord und Power and Glory (Hercules und Paul Roma) |

#### 1991
| Event                 | Datum        | Arena                             | Ort                      | Hauptkampf |
| --------------------- | ------------ | --------------------------------- | ------------------------ | --- |
| Royal Rumble          | 19. Januar   | Miami Arena                       | Miami, Florida           | 30-Mann-Royal-Rumble-Match |
| WrestleMania VII      | 2. April     | Los Angeles Memorial Sports Arena | Los Angeles, Kalifornien | Sgt. Slaughter vs. Hulk Hogan um die WWF World Heavyweight Championship                                                        |
| SummerSlam            | 26. August   | Madison Square Garden             | New York, New York       | Hulk Hogan und The Ultimate Warrior vs. Sgt. Slaughter, General Adnan und Col. Mustafa                                         |
| Survivor Series       | 23. November | Joe Louis Arena                   | Detroit, Michigan        | Big Boss Man und The Legion Of Doom (Hawk und Animal) vs. Irwin R. Schyster und The Natural Disasters (Earthquake und Typhoon) |
| This Tuesday in Texas | 3. Dezember  | Freeman Coliseum                  | San Antonio, Texas       | The Undertaker vs. Hulk Hogan um die WWF World Heavyweight Championship                                                        |

#### 1992
| Event             | Datum        | Arena               | Ort                                   | Hauptkampf                                                             |
| ----------------- | ------------ | ------------------- | ------------------------------------- | ---------------------------------------------------------------------- |
| Royal Rumble      | 19. Januar   | Knickerbocker Arena | Albany, New York                      | 30-Mann-Royal-Rumble-Match um die WWF World Heavyweight Championship   |
| WrestleMania VIII | 5. April     | Hoosier Dome        | Indianapolis, Indiana                 | Hulk Hogan vs. Sid Justice                                             |
| SummerSlam        | 29. August   | Wembley Stadium     | Brent, London, Vereinigtes Königreich | Bret Hart vs. Davey Boy Smith um die WWF Intercontinental Championship |
| Survivor Series   | 25. November | Richfield Coliseum  | Richfield Township, Ohio              | Bret Hart vs. Shawn Michaels um die WWF World Heavyweight Championship |

#### 1993
Mit dem ersten King of the Ring wurde ein fünfter PPV den regelmäßigen Veranstaltungen hinzugefügt.
| Event            | Datum        | Arena                  | Ort                     | Hauptkampf |
| ---------------- | ------------ | ---------------------- | ----------------------- | --- |
| Royal Rumble     | 24. Januar   | ARCO Arena             | Sacramento, Kalifornien | 30-Mann-Royal-Rumble-Match |
| WrestleMania IX  | 4. April     | Caesars Palace         | Paradise, Nevada        | Yokozuna vs. Hulk Hogan um die WWF World Heavyweight Championship |
| King of the Ring | 13. Juni     | Nutter Center          | Dayton, Ohio            | Bret Hart vs. Bam Bam Bigelow (Finale des King of the Ring) |
| SummerSlam       | 30. August   | Palace of Auburn Hills | Auburn Hills, Michigan  | Yokozuna vs. Lex Luger um die WWF World Heavyweight Championship |
| Survivor Series  | 24. November | Boston Garden          | Boston, Massachusetts   | The All Americans (Lex Luger, The Undertaker und The Steiner Brothers (Rick Steiner und Scott Steiner)) vs. The Foreign Fanatics (Yokozuna, Ludvig Borga, Jacques Rougeau und Crush) |

#### 1994
| Event            | Datum        | Arena                   | Ort                      | Hauptkampf                                                       |
| ---------------- | ------------ | ----------------------- | ------------------------ | ---------------------------------------------------------------- |
| Royal Rumble     | 22. Januar   | Providence Civic Center | Providence, Rhode Island | 30-Mann-Royal-Rumble-Match                                       |
| WrestleMania X   | 20. März     | Madison Square Garden   | New York, New York       | Yokozuna vs. Bret Hart um die WWF World Heavyweight Championship |
| King of the Ring | 19. Juni     | Baltimore Arena         | Baltimore, Maryland      | Roddy Piper vs. Jerry Lawler                                     |
| SummerSlam       | 29. August   | United Center           | Chicago, Illinois        | The Undertaker vs. Brian Lee                                     |
| Survivor Series  | 23. November | Freeman Coliseum        | San Antonio, Texas       | The Undertaker vs. Yokozuna                                      |

#### 1995
Mit der „In Your House“-Serie wurde eine neue Art von PPV angeboten, der für die Kunden wesentlich billiger war.
| Event            | Datum         | Arena                          | Ort                        | Hauptkampf |
| ---------------- | ------------- | ------------------------------ | -------------------------- | --- |
| Royal Rumble     | 22. Januar    | USF Sun Dome                   | Tampa, Florida             | 30-Mann-Royal-Rumble-Match |
| WrestleMania XI  | 2. April      | Hartford Civic Center          | Hartford, Connecticut      | Bam Bam Bigelow vs. Lawrence Taylor |
| In Your House    | 14. Mai       | Onondaga County War Memorial   | Syracuse, New York         | Diesel vs. Sycho Sid um die WWF World Heavyweight Championship |
| King of the Ring | 25. Juni      | CoreStates Spectrum            | Philadelphia, Pennsylvania | Diesel und Bam Bam Bigelow vs. Sycho Sid und Tatanka |
| In Your House 2  | 23. Juli      | Nashville Municipal Auditorium | Nashville, Tennessee       | Diesel vs. Sycho Sid um die WWF World Heavyweight Championship |
| SummerSlam       | 27. August    | Civic Arena                    | Pittsburgh, Pennsylvania   | Diesel vs. King Mabel um die WWF World Heavyweight Championship |
| In Your House 3  | 24. September | Saginaw Civic Center           | Saginaw, Michigan          | Diesel und Shawn Michaels vs. Yokozuna und Davey Boy Smith um die WWF Tag Team Championship, WWF Intercontinental Championship und WWF World Heavyweight Championship |
| In Your House 4  | 22. Oktober   | Winnipeg Arena                 | Winnipeg, Manitoba, Kanada | Diesel vs. Davey Boy Smith um die WWF World Heavyweight Championship                                                                                                  |
| Survivor Series  | 19. November  | USAir Arena                    | Landover, Maryland         | Diesel vs. Bret Hart um die WWF World Heavyweight Championship |
| In Your House 5  | 17. Dezember  | Hersheypark Arena              | Hershey, Pennsylvania      | Bret Hart vs. Davey Boy Smith um die WWF World Heavyweight Championship                                                                                               |

#### 1996
| Event                                       | Datum         | Arena                      | Ort                                 | Hauptkampf                                                                                           |
| ------------------------------------------- | ------------- | -------------------------- | ----------------------------------- | --- |
| Royal Rumble                                | 21. Januar    | Selland Arena              | Fresno, Kalifornien                 | Bret Hart vs. The Undertaker um die WWF World Heavyweight Championship                               |
| In Your House 6                             | 18. Februar   | Louisville Gardens         | Louisville, Kentucky                | Bret Hart vs. Diesel um die WWF World Heavyweight Championship                                       |
| WrestleMania XII                            | 31. März      | Arrowhead Pond             | Anaheim, Kalifornien                | Bret Hart vs. Shawn Michaels um die WWF World Heavyweight Championship                               |
| In Your House: Good Friends, Better Enemies | 28. April     | Omaha Civic Auditorium     | Omaha, Nebraska                     | Shawn Michaels vs. Diesel um die WWF World Heavyweight Championship                                  |
| In Your House: Beware of the Dog            | 26. Mai       | Florence Civic Center      | Florence, South Carolina            | Shawn Michaels vs. Davey Boy Smith um die WWF World Heavyweight Championship                         |
| In Your House: Beware of the Dog 2          | 28. Mai       | North Charleston Museum    | North Charleston, South Carolina    | Goldust vs. The Undertaker um die WWF Intercontinental Championship                                  |
| King of the Ring                            | 23. Juni      | MECCA Arena                | Milwaukee, Wisconsin                | Shawn Michaels vs. Davey Boy Smith um die WWF World Heavyweight Championship                         |
| In Your House: International Incident       | 21. Juli      | General Motors Palace      | Vancouver, British Columbia. Kanada | Shawn Michaels, Sycho Sid und Ahmed Johnson vs. Camp Cornette (Vader, Davey Boy Smith und Owen Hart) |
| SummerSlam                                  | 18. August    | Gund Arena                 | Cleveland, Ohio                     | Shawn Michaels vs. Leon White um die WWF World Heavyweight Championship                              |
| In Your House: Mind Games                   | 22. September | CoreStates Center          | Philadelphia, Pennsylvania          | Shawn Michaels vs. Mankind um die WWF World Heavyweight Championship                                 |
| In Your House: Buried Alive                 | 20. Oktober   | Market Square Arena        | Indianapolis, Indiana               | The Undertaker vs. Mankind                                                                           |
| Survivor Series                             | 17. November  | Madison Square Garden      | New York, New York                  | Shawn Michaels vs. Sycho Sid um die WWF World Heavyweight Championship                               |
| In Your House: It’s Time                    | 15. Dezember  | West Palm Beach Auditorium | West Palm Beach, Florida            | Sycho Sid vs. Bert Hart um die WWF World Heavyweight Championship                                    |

#### 1997
| Event                               | Datum         | Arena                        | Ort                                               | Hauptkampf |
| ----------------------------------- | ------------- | ---------------------------- | ------------------------------------------------- | --- |
| Royal Rumble                        | 19. Januar    | Alamodome                    | San Antonio, Texas                                | Sid Vicious vs. Shawn Michaels um die WWF World Heavyweight Championship |
| In Your House: Final Hour           | 16. Februar   | UTC Arena                    | Chattanooga, Tennessee                            | Bret Hart vs. Stone Cold Steve Austin vs. Vader vs. The Undertaker um die vakante WWF World Heavyweight Championship                                                                    |
| WrestleMania 13                     | 23. März      | Rosemont Horizon             | Rosemont, Illinois                                | Sid Vicious vs. The Undertaker um die WWF World Heavyweight Championship |
| In Your House: Revenge of the Taker | 20. April     | Blue Cross Arena             | Rochester, New York                               | Bret Hart vs. Stone Cold Steve Austin |
| In Your House: Cold Day in Hell     | 11. Mai       | Richmond Coliseum            | Richmond, Virginia                                | The Undertaker vs. Stone Cold Steve Austin um die WWF World Heavyweight Championship |
| King of the Ring                    | 8. Juni       | Providence Civic Center      | Providence, Rhode Island                          | The Undertaker vs. Farooq um die WWF World Heavyweight Championship |
| In Your House: Canadian Stampede    | 6. Juli       | Canadian Airlines Saddledome | Calgary, Alberta, Kanada                          | The Hart Foundation (Bret Hart, Owen Hart, Davey Boy Smith, Jim Neidhart und Brian Pillman) vs. Stone Cold Steve Austin, Ken Shamrock, Goldust und The Legion of Doom (Hawk und Animal) |
| SummerSlam                          | 3. August     | Continental Airlines Arena   | East Rutherford, New Jersey                       | The Undertaker vs. Bret Hart um die WWF World Heavyweight Championship |
| Ground Zero: In Your House          | 7. September  | Louisville Gardens           | Louisville, Kentucky                              | Shawn Michaels vs. The Undertaker |
| One Night Only                      | 20. September | NEC Arena                    | Birmingham, West Midlands, Vereinigtes Königreich | Shawn Michaels vs. Davey Boy Smith um die WWF European Championship |
| Badd Blood: In Your House           | 5. Oktober    | Kiel Center                  | St. Louis, Missouri                               | The Undertaker vs. Shawn Michaels |
| Survivor Series                     | 9. November   | Molsin Centre                | Montreal, Quebec, Kanada                          | Bret Hart vs. Shawn Michaels um die WWF World Heavyweight Championship (siehe Montreal Screwjob)                                                                                        |
| D-Generation X: In Your House       | 7. Dezember   | Springfield Civic Center     | Springfield, Massachusetts                        | Shawn Michaels vs. Ken Shamrock um die WWF World Heavyweight Championship |

#### 1998
| Event                              | Datum         | Arena                  | Ort                                 | Hauptkampf |
| ---------------------------------- | ------------- | ---------------------- | ----------------------------------- | --- |
| Royal Rumble                       | 18. Januar    | San Jose Arena         | San José, Kalifornien               | Shawn Michaels vs. The Undertaker um die WWF World Heavyweight Championship                                                                      |
| No Way Out of Texas: In Your House | 15. Februar   | Compaq Center          | Houston, Texas                      | Stone Cold Steve Austin, Owen Hart, Cactus Jack und Chainsaw Charlie vs. Triple H, Savio Vega und The New Age Outlaws (Road Dogg und Billy Gunn) |
| WrestleMania XIV                   | 29. März      | Fleet Center           | Boston, Massachusetts               | Shawn Michaels vs. Stone Cold Steve Austin um die WWF World Heavyweight Championship                                                             |
| Unforgiven: In Your House          | 26. April     | Greensboro Coliseum    | Greensboro, North Carolina          | Stone Cold Steve Austin vs. Dude Love um die WWF Championship                                                                                    |
| Over the Edge: In Your House       | 31. Mai       | Wisconsin Center Arena | Milwaukee, Wisconsin                | Stone Cold Steve Austin vs. Dude Love um die WWF Championship                                                                                    |
| King of the Ring                   | 28. Juni      | Civic Arena            | Pittsburgh, Pennsylvania            | Stone Cold Steve Austin vs. Kane um die WWF Championship                                                                                         |
| Fully Loaded: In Your House        | 26. Juli      | Selland Arena          | Fresno, Kalifornien                 | Stone Cold Steve Austin und The Undertaker vs. Kane und Mankind um die WWF Tag Team Championship                                                 |
| SummerSlam                         | 30. August    | Madison Square Garden  | New York, New York                  | Stone Cold Steve Austin vs. The Undertaker um die WWF Championship                                                                               |
| Breakdown: In Your House           | 27. September | Copps Coliseum         | Hamilton, Ontario, Kanada           | Stone Cold Steve Austin vs. The Undertaker vs. Kane um die WWF Championship                                                                      |
| Judgment Day: In Your House        | 18. Oktober   | Rosemont Horizon       | Rosemont, Illinois                  | The Undertaker vs. Kane um die vakante WWF Championship                                                                                          |
| Survivor Series                    | 15. November  | Kiel Center            | St. Louis, Missouri                 | The Rock vs. Mankind um die vakante WWF Championship                                                                                             |
| Capital Carnage                    | 6. Dezember   | London Arena           | Armageddon                          | Stone Cold Steve Austin vs. The Undertaker vs. Kane vs. Mankind                                                                                  |
| Rock Bottom: In Your House         | 13. Dezember  | General Motors Place   | Vancouver, British Columbia, Kanada | Stone Cold Steve Austin vs. The Undertaker |

#### 1999
| Event                                       | Datum         | Arena                         | Ort                                                    | Hauptkampf                                                                                                  |
| ------------------------------------------- | ------------- | ----------------------------- | ------------------------------------------------------ | --- |
| Royal Rumble                                | 24. Januar    | Arrowhead Pond of Anaheim     | Anaheim, Kalifornien                                   | 30-Mann-Royal-Rumble                                                                                        |
| St. Valentine’s Day Massacre: In Your House | 14. Februar   | Memphis Pyramid               | Memphis, Tennessee                                     | Stone Cold Steve Austin vs. Mr. McMahon                                                                     |
| WrestleMania XV                             | 28. März      | First Union Center            | Philadelphia, Pennsylvania                             | The Rock vs. Stone Cold Steve Austin um die WWF Championship                                                |
| Backlash                                    | 25. April     | Providence Civic Center       | Providence, Rhode Island                               | Stone Cold Steve Austin vs. The Rock um die WWF Championship                                                |
| No Mercy                                    | 16. Mai       | Manchester Evening News Arena | Manchester, Greater Manchester, vereinigtes Königreich | Stone Cold Steve Austin vs. The Undertaker vs. Triple H um die WWF Championship                             |
| Over the Edge                               | 23. Mai       | Kemper Arena                  | Kansas City, Missouri                                  | Stone Cold Steve Austin vs. The Undertaker um die WWF Championship                                          |
| King of the Ring                            | 27. Juni      | Greensboro Coliseum           | Greensboro, North Carolina                             | Stone Cold Steve Austin vs. Mr. McMahon und Shane McMahon                                                   |
| Fully Loaded                                | 25. Juli      | Marine Midland Arena          | Buffalo, New York                                      | Stone Cold Steve Austin vs. The Undertaker um die WWF Championship                                          |
| SummerSlam                                  | 22. August    | Madison Square Garden         | New York, New York                                     | Stone Cold Steve Austin vs. The Undertaker um die WWF Championship                                          |
| Unforgiven                                  | 26. September | Charlotte Coliseum            | Charlotte, North Carolina                              | Triple H vs. The Rock vs. Mankind vs. Davey Boy Smith vs. Kane vs. Big Show um die vakante WWF Championship |
| Rebellion                                   | 2. Oktober    | National Indoor Arena         | Birmingham, West Midlands, Vereinigtes Königreich      | Triple H vs. The Rock um die WWF Championship                                                               |
| No Mercy                                    | 17. Oktober   | Gund Arena                    | Cleveland, Ohio                                        | Triple H vs. Stone Cold Steve Austin um die WWF Championship                                                |
| Survivor Series                             | 14. November  | Joe Louis Arena               | Detroit, Michigan                                      | Triple H vs. The Rock vs. Big Show um die WWF Championship                                                  |
| Armageddon                                  | 12. Dezember  | National Car Rental Center    | Sunrise, Florida                                       | Triple H vs. Mr. McMahon                                                                                    |

### 2000er

#### 2000
| Event             | Datum         | Arena                                  | Ort                                                | Hauptkampf |
| ----------------- | ------------- | -------------------------------------- | -------------------------------------------------- | --- |
| Royal Rumble      | 23. Januar    | Madison Square Garden                  | New York, New York                                 | 30-Mann-Royal-Rumble |
| No Way Out        | 27. Februar   | Hartford Civic Center                  | Hartford, Connecticut                              | Triple H vs. Cactus Jack um die WWF Championship                                                                                     |
| WrestleMania 2000 | 2. April      | Arrowhead Pond                         | Anaheim, Kalifornien                               | Triple H vs. The Rock vs. Big Show vs. Mick Foley um die WWF Championship                                                            |
| Backlash          | 30. April     | MCI Center                             | Washington, D.C.                                   | Triple H vs. The Rock um die WWF Championship                                                                                        |
| Insurrextion      | 6. Mai        | Earls Court Exhibition Centre          | Kensington, London, Vereinigtes Königreich         | The Rock vs. Triple H vs. Shane McMahon um die WWF Championship                                                                      |
| Judgement Day     | 21. Mai       | Freedom Hall                           | Louisville, Kentucky                               | The Rock vs. Triple H um die WWF Championship                                                                                        |
| King of the Ring  | 25. Juni      | FleetCenter                            | Boston, Massachusetts                              | The McMahon-Helmsley Faction (Triple H, Mr. McMahon und Shane McMahon) vs. The Rock, The Undertaker und Kane um die WWF Championship |
| Fully Loaded      | 23. Juli      | Reunion Arena                          | Dallas, Texas                                      | The Rock vs. Chris Benoit um die WWF Championship                                                                                    |
| SummerSlam        | 27. August    | Raleigh Entertainment and Sports Arena | Raleigh, North Carolina                            | The Rock vs. Triple H vs. Kurt Angle um die WWF Championship                                                                         |
| Unforgiven        | 24. September | First Union Center                     | Philadelphia, Pennsylvania                         | The Rock vs. The Undertaker vs. Chris Benoit vs. Kane um die WWF Championship                                                        |
| No Mercy          | 22. Oktober   | Pepsi Arena                            | Albany, New York                                   | The Rock vs. Kurt Angle um die WWF Championship                                                                                      |
| Survivor Series   | 19. November  | Ice Palace                             | Tampa, Florida                                     | Stone Cold Steve Austin vs. Triple H                                                                                                 |
| Rebellion         | 2. Dezember   | Sheffield Arena                        | Sheffield, South Yorkshire, Vereinigtes Königreich | Kurt Angle vs. The Rock vs. Stone Cold Steve Austin vs. Rikishi um die WWF Championship                                              |
| Armageddon        | 10. Dezember  | Birmingham-Jefferson Civic Center      | Birmingham, Alabama                                | Kurt Angle vs. Stone Cold Steve Austin vs. The Rock vs. The Undertaker vs. Triple H vs. Rikishi um die WWF Championship              |

#### 2001
| Event                | Datum         | Arena                         | Ort                                                    | Hauptkampf |
| -------------------- | ------------- | ----------------------------- | ------------------------------------------------------ | --- |
| Royal Rumble         | 21. Januar    | New Orleans Arena             | New Orleans, Louisiana                                 | 30-Mann-Royal-Rumble |
| No Way Out           | 25. Februar   | Thomas & Mack Center          | Paradise, Nevada                                       | Kurt Angle vs. The Rock um die WWF Championship |
| WrestleMania X-Seven | 1. April      | Reliant Astrodome             | Houston, Texas                                         | The Rock vs. Stone Cold Steve Austin um die WWF Championship |
| Backlash             | 29. April     | Allstate Arena                | Rosemont, Illinois                                     | The Two Man Power Trip (Stone Cold Steve Austin und Triple H) vs. The Brothers of Destruction (The Undertaker und Kane) um die WWF Tag Team Championship, WWF Intercontinental Championship und die WWF Championship |
| Insurrextion         | 5. Mai        | Earls Court Exhibition Centre | Kensington, London, Vereinigtes Königreich             | The Two Man Power Trip (Stone Cold Steve Austin und Triple H) vs. The Undertaker um die WWF Championship |
| Judgement Day        | 20. Mai       | ARCO Arena                    | Sacramento, Kalifornien                                | Stone Cold Steve Austin vs. The Undertaker um die WWF Championship |
| King of the Ring     | 24. Juni      | Continental Airlines Arena    | East Rutherford, New Jersey                            | Stone Cold Steve Austin vs. Chris Jericho vs. Chris Benoit um die WWF Championship |
| Invasion             | 22. Juli      | Gund Arena                    | Cleveland, Ohio                                        | The WCW-ECW Coalition (Booker T, Diamond Dallas Page, Rhyno und The Dudley Boyz (Bubba Ray Dudley und D-Von Dudley)) vs. Team WWF (Stone Cold Steve Austin, Kurt Angle, The Undertaker, Kane und Chris Jericho)      |
| SummerSlam           | 27. August    | Compaq Center                 | San Jose, Kalifornien                                  | Booker T vs. The Rock um die WCW Championship |
| Unforgiven           | 23. September | Mellon Arena                  | Pittsburgh, Pennsylvania                               | Stone Cold Steve Austin vs. Kurt Angle um die WWF Championship |
| No Mercy             | 21. Oktober   | Savvis Center                 | St. Louis, Missouri                                    | Kurt Angle vs. Stone Cold Steve Austin vs. Rob Van Dam um die WWF Championship |
| Rebellion            | 3. November   | Manchester Arena              | Manchester, Greater Manchester, Vereinigtes Königreich | Stone Cold Steve Austin vs. The Rock um die WWF Championship |
| Survivor Series      | 18. November  | Greensboro Coliseum           | Greensboro, North Carolina                             | Team WWF (The Rock, Chris Jericho, The Undertaker, Kane und Big Show) vs. Team Alliance (Stone Cold Steve Austin, Rob Van Dam, Kurt Angle, Booker T und Shane McMahon)                                               |
| Vengeance            | 9. Dezember   | San Diego Sports Arena        | San Diego, Kalifornien                                 | Chris Jericho vs. Stone Cold Steve Austin um die World Championship und die WWF Championship |

#### 2002
Mit der Aufspaltung in die beiden Brands WWE Smackdown und WWE Raw entstanden (zunächst nur für den britischen Markt) exklusive PPVs für die jeweilige Brand. Dies wurde in den nächsten Jahren noch ausgebaut, bis nur noch die „Big Four“ (der King of the Ring wurde eingestellt) brandübergreifende Veranstaltungen wurden.
| Event            | Datum         | Arena                             | Ort                                                    | Hauptkampf |
| ---------------- | ------------- | --------------------------------- | ------------------------------------------------------ | --- |
| Royal Rumble     | 20. Januar    | Philips Arena                     | Atlanta, Georgia                                       | 30-Mann-Royal-Rumble |
| No Way Out       | 17. Februar   | Bradley Center                    | Milwaukee, Wisconsin                                   | Chris Jericho vs. Stone Cold Steve Austin um die Undisputed WWF Championship                                              |
| WrestleMania X8  | 17. März      | Sky Dome                          | Toronto, Ontario, Kanada                               | Chris Jericho vs. Triple H um die Undisputed WWF Championship                                                             |
| Backlash         | 21. April     | Kemper Arena                      | Kansas City, Missouri                                  | Triple H vs. „Hollywood“ Hulk Hogan um die Undisputed WWF Championship                                                    |
| Insurrextion     | 4. Mai        | Wembley Arena                     | Brent, London, Vereinigtes Königreich                  | Triple H vs. The Undertaker                                                                                               |
| Judgement Day    | 19. Mai       | Gaylord Entertainment Center      | Nashville, Tennessee                                   | „Hollywood“ Hulk Hogan vs. The Undertaker um die Undisputed WWF Championship                                              |
| King of the Ring | 23. Juni      | Nationwide Arena                  | Columbus, Ohio                                         | The Undertaker vs. Triple H um die Undisputed WWF Championship                                                            |
| Vengeance        | 21. Juli      | Joe Louis Arena                   | Detroit, Michigan                                      | The Undertaker vs. The Rock vs. Kurt Angle um die Undisputed WWF Championship                                             |
| SummerSlam       | 25. August    | Nassau Veterans Memorial Coliseum | Uniondale, New York                                    | The Rock vs. Brock Lesnar um die Undisputed WWF Championship                                                              |
| Unforgiven       | 22. September | Staples Center                    | Los Angeles, Kalifornien                               | Brock Lesnar vs. The Undertaker um die WWE Championship                                                                   |
| No Mercy         | 20. Oktober   | Alltel Arena                      | North Little Rock, Arkansas                            | Brock Lesnar vs. The Undertaker um die WWE Championship                                                                   |
| Rebellion        | 26. Oktober   | Manchester Arena                  | Manchester, Greater Manchester, Vereinigtes Königreich | Brock Lesnar und Paul Heyman vs. Edge um die WWE Championship                                                             |
| Survivor Series  | 17. November  | Greensboro Coliseum               | Greensboro, North Carolina                             | Triple H vs. Shawn Michaels vs. Rob Van Dam vs. Kane vs. Chris Jericho vs. Booker T um die World Heavyweight Championship |
| Armageddon       | 15. Dezember  | Office Depot Center               | Sunrise, Florida                                       | Shawn Michaels vs. Triple H um die World Heavyweight Championship                                                         |

#### 2003
| Event            | Datum         | Arena                    | Ort                                              | Hauptkampf |
| ---------------- | ------------- | ------------------------ | ------------------------------------------------ | --- |
| Royal Rumble     | 25. Januar    | Fleet Center             | Boston, Massachusetts                            | 30-Mann-Royal-Rumble |
| No Way Out       | 23. Februar   | Bell Centre              | Montreal, Quebec, Kanada                         | The Rock vs. Hulk Hogan |
| WrestleMania XIX | 30. März      | Safeco Field             | Seattle, Washington                              | Kurt Angle vs. Brock Lesnar um die WWE Championship                                                                             |
| Backlash         | 27. April     | Worcester Center         | Worcester, Massachusetts                         | The Rock vs. Goldberg |
| Judgement Day    | 18. Mai       | Charlotte Coliseum       | Charlotte, North Carolina                        | Brock Lesnar vs. Big Show um die WWE Championship                                                                               |
| Insurrextion     | 7. Juni       | Telewest Arena           | Newcastle, Tyne and Wear, Vereinigtes Königreich | Triple H vs. Kevin Nash um die World Heavyweight Championship                                                                   |
| Bad Blood        | 15. Juni      | Compaq Center            | Houston, Texas                                   | Triple H vs. Kevin Nash um die World Heavyweight Championship                                                                   |
| Vengeance        | 27. Juli      | Pepsi Center             | Denver, Colorado                                 | Brock Lesnar vs. Kurt Angle vs. Big Show um die WWE Championship                                                                |
| SummerSlam       | 24. August    | America West Arena       | Phoenix, Arizona                                 | Triple H vs. Goldberg vs. Kevin Nash vs. Chris Jericho vs. Randy Orton vs. Shawn Michaels um die World Heavyweight Championship |
| Unforgiven       | 21. September | Giant Center             | Hershey, Pennsylvania                            | Triple H vs. Goldberg um die World Heavyweight Championship                                                                     |
| No Mercy         | 19. Oktober   | 1st Mariner Arena        | Baltimore, Maryland                              | Brock Lesnar vs. The Undertaker um die WWE Championship                                                                         |
| Survivor Series  | 16. November  | American Airlines Center | Dallas, Texas                                    | Goldberg vs. Triple H um die World Heavyweight Championship                                                                     |
| Armageddon       | 14. Dezember  | TD Waterhouse Center     | Orlando, Florida                                 | Goldberg vs. Triple H vs. Kane um die World Heavyweight Championship                                                            |

#### 2004
| Event                   | Datum         | Arena                      | Ort                         | Hauptkampf                                                                                          |
| ----------------------- | ------------- | -------------------------- | --------------------------- | --------------------------------------------------------------------------------------------------- |
| Royal Rumble            | 25. Januar    | Wachovia Center            | Philadelphia, Pennsylvania  | 30-Mann-Royal-Rumble                                                                                |
| No Way Out              | 15. Februar   | Cow Palace                 | Daly City, Kalifornien      | Brock Lesnar vs. Eddie Guerrero um die WWE Championship                                             |
| WrestleMania XX         | 14. März      | Madison Square Garden      | New York, New York          | Triple H vs. Chris Benoit vs. Shawn Michaels um die World Heavyweight Championship                  |
| Backlash                | 18. April     | Rexall Place               | Edmonton, Alberta, Kanada   | Chris Benoit vs. Triple H vs. Shawn Michaels um die World Heavyweight Championship                  |
| Judgement Day           | 16. Mai       | Staples Center             | Los Angeles, Kalifornien    | Eddie Guerrero vs. John „Bradshaw“ Layfield um die WWE Championship                                 |
| Bad Blood               | 13. Juni      | Nationwide Arena           | Columbus, Ohio              | Triple H vs. Shawn Michaels                                                                         |
| The Great American Bash | 27. Juni      | Norfolk Scope              | Norfolk, Virginia           | The Undertaker vs. The Dudley Boyz (Bubba Ray Dudley und D-Von Dudley)                              |
| Vengeance               | 11. Juli      | Hartford Civic Center      | Hartford, Connecticut       | Chris Benoit vs. Triple H um die World Heavyweight Championship                                     |
| SummerSlam              | 15. August    | Air Canada Centre          | Toronto, Ontario, Kanada    | Chris Benoit vs. Randy Orton um die World Heavyweight Championship                                  |
| Unforgiven              | 12. September | Rose Garden Arena          | Portland, Oregon            | Randy Orton vs. Triple H um die World Heavyweight Championship                                      |
| No Mercy                | 4. Oktober    | Continental Airlines Arena | East Rutherford, New Jersey | John Bradshaw Layfield vs. The Undertaker um die WWE Championship                                   |
| Taboo Tuesday           | 19. Oktober   | Bradley Center             | Milwaukee, Wisconsin        | Randy Orton vs. Ric Flair                                                                           |
| Survivor Series         | 14. November  | Gund Arena                 | Cleveland, Ohio             | Randy Orton, Chris Benoit, Chris Jericho und Maven vs. Triple H, Batista, Edge und Gene Snitsky     |
| Armageddon              | 12. Dezember  | Gwinnett Arena             | Duluth, Georgia             | John „Bradshaw“ Layfield vs. The Undertaker vs. Eddie Guerrero vs. Booker T um die WWE Championship |

#### 2005
| Event                   | Datum         | Arena                  | Ort                                   | Hauptkampf |
| ----------------------- | ------------- | ---------------------- | ------------------------------------- | --- |
| New Year’s Revolution   | 9. Januar     | Coliseo de Puerto Rico | Hato Rey Norte, San Juan, Puerto Rico | Triple H vs. Chris Benoit vs. Chris Jericho vs. Batista vs. Randy Orton vs. Edge um den vakanten World Heavyweight Championship                                           |
| Royal Rumble            | 30. Januar    | Save Mart Center       | Fresno, Kalifornien                   | 30-Mann-Royal-Rumble |
| No Way Out              | 20. Februar   | Mellon Arena           | Pittsburgh, Pennsylvania              | John „Bradshaw“ Layfield vs. Big Show um die WWE Championship |
| WrestleMania 21         | 3. April      | Staples Center         | Los Angeles, Kalifornien              | Triple H vs. Batista um die World Heavyweight Championship |
| Backlash                | 1. Mai        | Verizon Wireless Arena | Manchester, New Hampshire             | Batista vs. Triple H um die World Heavyweight Championship |
| Judgement Day           | 22. Mai       | Target Center          | Minneapolis, Minnesota                | John Cena vs. John „Bradshaw“ Layfield um die WWE Championship |
| ECW One Night Stand     | 12. Juni      | Hammerstein Ballroom   | New York, New York                    | The Dudley Boyz (Bubba Ray Dudley und D-Von Dudley) vs. Tommy Dreamer und The Sandman                                                                                     |
| Vengeance               | 26. Juni      | Thomas & Mack Center   | Paradise, Nevada                      | Batista vs. Triple H um die World Heavyweight Championship |
| The Great American Bash | 24. Juli      | HSBC Arena             | Buffalo, New York                     | Batista vs. John „Bradshaw“ Layfield um die World Heavyweight Championship                                                                                                |
| SummerSlam              | 21. August    | MCI Center             | Washington, D.C.                      | Hulk Hogan vs. Shawn Michaels |
| Unforgiven              | 18. September | Ford Center            | Oklahoma City, Oklahoma               | John Cena vs. Kurt Angle um die WWE Championship |
| No Mercy                | 9. Oktober    | Toyota Center          | Houston, Texas                        | Batista vs. Eddie Guerrero um die World Heavyweight Championship |
| Taboo Tuesday           | 1. November   | iPayOne Center         | San Diego, Kalifornien                | John Cena vs. Kurt Angle vs. Shawn Michaels um die WWE Championship |
| Survivor Series         | 27. November  | Joe Louis Arena        | Detroit, Michigan                     | Team SmackDown! (Batista, Randy Orton, Rey Mysterio, John „Bradshaw“ Layfield und Bobby Lashley) vs. Team Raw (Shawn Michaels, Kane, Big Show, Carlito und Chris Masters) |
| Armageddon              | 18. Dezember  | Dunkin’ Donuts Center  | Providence, Rhode Island              | The Undertaker vs. Randy Orton |

#### 2006
Mit WWE ECW, einem Format, das aus der von WWE aufgekauften Promotion Extreme Championship Wrestling hervorging, kam neben Smackdown und Raw eine dritte Brand mit eigenem PPV dazu.
| Event                     | Datum         | Arena                    | Ort                        | Hauptkampf |
| ------------------------- | ------------- | ------------------------ | -------------------------- | --- |
| New Year’s Revolution     | 8. Januar     | Pepsi Arena              | Albany, New York           | John Cena vs. Edge um die WWE Championship                                                                       |
| Royal Rumble              | 29. Januar    | American Airlines Center | Dallas, Texas              | Kurt Angle vs. Mark Henry um die World Heavyweight Championship                                                  |
| No Way Out                | 19. Februar   | 1st Mariner Arena        | Baltimore, Maryland        | Kurt Angle vs. The Undertaker um die World Heavyweight Championship                                              |
| WrestleMania 22           | 2. April      | Allstate Arena           | Rosemont, Illinois         | John Cena vs. Triple H um die WWE Championship                                                                   |
| Backlash                  | 30. April     | Rupp Arena               | Lexington, Kentucky        | John Cena vs. Triple H vs. Edge um die WWE Championship                                                          |
| Judgement Day             | 21. Mai       | US Airways Center        | Phoenix, Arizona           | Rey Mysterio vs. John „Bradshaw“ Layfield um die World Heavyweight Championship                                  |
| ECW One Night Stand       | 11. Juni      | Hammerstein Ballroom     | New York, New York         | John Cena vs. Rob Van Dam um die WWE Championship                                                                |
| Vengeance                 | 25. Juni      | Charlotte Bobcats Arena  | Charlotte, North Carolina  | D-Generation X (Triple H und Shawn Michaels) vs. The Spirit Squad (Kenny, Johnny, Mitch, Nicky und Mikey)        |
| The Great American Bash   | 23. Juli      | Conseco Fieldhouse       | Indianapolis, Indiana      | Rey Mysterio vs. King Booker um die World Heavyweight Championship                                               |
| SummerSlam                | 20. August    | TD Banknorth Garden      | Boston, Massachusetts      | Edge vs. John Cena um die WWE Championship                                                                       |
| Unforgiven                | 17. September | Air Canada Centre        | Toronto, Ontario, Kanada   | Edge vs. John Cena um die WWE Championship                                                                       |
| No Mercy                  | 8. Oktober    | RBC Center               | Raleigh, North Carolina    | King Booker vs. Bobby Lashley vs. Batista vs. Finlay um die World Heavyweight Championship                       |
| Cyber Sunday              | 5. November   | U.S. Bank Arena          | Cincinnati, Ohio           | King Booker vs. John Cena vs. Big Show um die World Heavyweight Championship                                     |
| Survivor Series           | 26. November  | Wachovia Center          | Philadelphia, Pennsylvania | King Booker vs. Batista um die World Heavyweight Championship                                                    |
| ECW December to Dismember | 3. Dezember   | James Brown Arena        | Augusta, Georgia           | Big Show vs. Bobby Lashley vs. Rob Van Dam vs. CM Punk vs. Hardcore Holly vs. Test um die ECW World Championship |
| Armageddon                | 17. Dezember  | Richmond Coliseum        | Richmond, Virginia         | John Cena und Batista vs. King Booker und Finlay                                                                 |

#### 2007
Anfang des Jahres wurden die brandspezifischen PPVs wieder gestrichen.
| Event                         | Datum         | Arena                                | Ort                         | Hauptkampf                                                                                     |
| ----------------------------- | ------------- | ------------------------------------ | --------------------------- | ---------------------------------------------------------------------------------------------- |
| New Year’s Revolution         | 7. Januar     | Kemper Arena                         | Kansas City, Missouri       | John Cena vs. Umaga um die WWE Championship                                                    |
| Royal Rumble                  | 28. Januar    | AT&T Center                          | San Antonio, Texas          | 30-Mann-Royal-Rumble                                                                           |
| No Way Out                    | 18. Februar   | Staples Center                       | Los Angeles, Kalifornien    | John Cena und Shawn Michaels vs. Batista und The Undertaker                                    |
| WrestleMania 23               | 1. April      | Ford Field                           | Detroit, Michigan           | John Cena vs. Shawn Michaels um die WWE Championship                                           |
| Backlash                      | 29. April     | Philips Arena                        | Atlanta, Georgia            | John Cena vs. Edge vs. Randy Orton vs. Shawn Michaels um die WWE Championship                  |
| Judgement Day                 | 20. Mai       | Scottrade Center                     | St. Louis, Missouri         | John Cena vs. The Great Khali um die WWE Championship                                          |
| One Night Stand               | 3. Juni       | Jacksonville Veterans Memorial Arena | Jacksonville, Florida       | John Cena vs. The Great Khali um die WWE Championship                                          |
| Vengeance: Night of Champions | 24. Juni      | Toyota Center                        | Houston, Texas              | John Cena vs. Bobby Lashley vs. Randy Orton vs. King Booker vs. Mick Foley um WWE Championship |
| The Great American Bash       | 23. Juli      | HP Pavilion                          | San Jose, Kalifornien       | John Cena vs. Bobby Lashley um die WWE Championship                                            |
| SummerSlam                    | 26. August    | Continental Airlines Arena           | East Rutherford, New Jersey | John Cena vs. Randy Orton um die WWE Championship                                              |
| Unforgiven                    | 16. September | FedExForum                           | Memphis, Tennessee          | The Undertaker vs. Mark Henry                                                                  |
| No Mercy                      | 7. Oktober    | Allstate Arena                       | Rosemont, Illinois          | Triple H vs. Randy Orton um die WWE Championship                                               |
| Cyber Sunday                  | 28. Oktober   | Verizon Center                       | Washington, D.C.            | Batista vs. The Undertaker um die World Heavyweight Championship                               |
| Survivor Series               | 18. November  | American Airlines Center             | Miami, Florida              | Batista vs. The Undertaker um die World Heavyweight Championship                               |
| Armageddon                    | 16. Dezember  | Mellon Arena                         | Pittsburgh, Pennsylvania    | Batista vs. The Undertaker vs. Edge um die World Heavyweight Championship                      |

#### 2008
| Event                   | Datum        | Arena                             | Ort                    | Hauptkampf                                                                                          |
| ----------------------- | ------------ | --------------------------------- | ---------------------- | --------------------------------------------------------------------------------------------------- |
| Royal Rumble            | 27. Januar   | Madison Square Garden             | New York, New York     | 30-Mann-Royal-Rumble                                                                                |
| No Way Out              | 17. Februar  | Thomas & Mack Center              | Paradise, Nevada       | Triple H vs. Shawn Michaels vs. Jeff Hardy vs. Chris Jericho vs. Umaga vs. John „Bradshaw“ Layfield |
| WrestleMania XXIV       | 30. März     | Florida Citrus Bowl               | Orlando, Florida       | Edge vs. The Undertaker um die World Heavyweight Championship                                       |
| Backlash                | 27. April    | 1st Mariner Arena                 | Baltimore, Maryland    | Randy Orton vs. Triple H vs. John Cena vs. John „Bradshaw“ Layfiel um die WWE Championship          |
| Judgement Day           | 18. Mai      | Qwest Center Omaha                | Omaha, Nebraska        | Triple H vs. Randy Orton um die WWE Championship                                                    |
| One Night Stand         | 1. Juni      | San Diego Sports Arena            | San Diego, Kalifornien | The Undertaker vs. Edge um die vakante World Heavyweight Championship                               |
| Night of Champions      | 29. Juni     | American Airlines Center          | Dallas, Texas          | Triple H vs. John Cena um WWE Championship                                                          |
| The Great American Bash | 23. Juli     | Nassau Veterans Memorial Coliseum | Uniondale, New York    | Triple H vs. Edge um die WWE Championship                                                           |
| SummerSlam              | 17. August   | Conseco Fieldhouse                | Indianapolis, Indiana  | The Undertaker vs. Edge                                                                             |
| Unforgiven              | 7. September | Quicken Loans Arena               | Cleveland, Ohio        | Chris Jericho vs. Shawn Michaels um den World Heavyweight Championship                              |
| No Mercy                | 5. Oktober   | Rose Garden Arena                 | Portland, Oregon       | Chris Jericho vs. Bastista um den World Heavyweight Championship                                    |
| Cyber Sunday            | 28. Oktober  | US Airways Center                 | Phoenix, Arizona       | Chris Jericho vs. Batista um die World Heavyweight Championship                                     |
| Survivor Series         | 23. November | TD Banknorth Garden               | Boston, Massachusetts  | Chris Jericho vs. John Cena um die World Heavyweight Championship                                   |
| Armageddon              | 16. Dezember | HSBC Arena                        | Buffalo, New York      | Edge vs. Triple H vs. Jeff Hardy um die WWE Championship                                            |

#### 2009
| Event                         | Datum         | Arena                 | Ort                        | Hauptkampf |
| ----------------------------- | ------------- | --------------------- | -------------------------- | --- |
| Royal Rumble                  | 25. Januar    | Joe Louis Arena       | Detroit, Michigan          | 30-Mann-Royal-Rumble |
| No Way Out                    | 15. Februar   | KeyArena              | Seattle, Washington        | John Cena vs. Edge vs. Rey Mysterio vs. Chris Jericho vs. Kane vs. Mike Knox um die World Heavyweight Championship               |
| WrestleMania 25               | 5. April      | Reliant Stadium       | Houston, Texas             | Triple H vs. Randy Orton um die WWE Championship                                                                                 |
| Backlash                      | 26. April     | Dunkin’ Donuts Center | Providence, Rhode Island   | John Cena vs. Edge um die World Heavyweight Championship                                                                         |
| Judgement Day                 | 18. Mai       | Qwest Center Omaha    | Omaha, Nebraska            | Edge vs. John Cena um die World Heavyweight Championship                                                                         |
| Extreme Rules                 | 7. Juni       | New Orleans Arena     | New Orleans, Louisiana     | Jeff Hardy vs. CM Punk um die World Heavyweight Championship                                                                     |
| The Bash                      | 28. Juni      | ARCO Arena            | Sacramento, Kalifornien    | Randy Orton vs. Triple H um die WWE Championship                                                                                 |
| Night of Champions            | 26. Juli      | Wachovia Center       | Philadelphia, Pennsylvania | CM Punk vs. Jeff Hardy um die World Heavyweight Championship                                                                     |
| SummerSlam                    | 23. August    | Staples Center        | Los Angeles, Kalifornien   | Jeff Hardy vs. CM Punk um die World Heavyweight Championship                                                                     |
| Breaking Point                | 13. September | Bell Centre           | Montreal, Quebec, Kanada   | CM Punk vs. The Undertaker um die World Heavyweight Championship                                                                 |
| Hell in a Cell                | 5. Oktober    | Prudential Center     | Newark, New Jersey         | D-Generation X (Triple H und Shawn Michaels) vs. The Legacy (Cody Rhodes und Ted DiBiase Jr.)                                    |
| Bragging Rights               | 25. Oktober   | Mellon Arena          | Pittsburgh, Pennsylvania   | Randy Orton vs. John Cena um die WWE Championship                                                                                |
| Survivor Series               | 22. November  | Verizon Center        | Washington, D.C.           | John Cena vs. Triple H vs. Shawn Michaels um die WWE Championship                                                                |
| TLC: Tables, Ladders & Chairs | 13. Dezember  | AT&T Center           | San Antonio, Texas         | D-Generation X (Triple H und Shawn Michaels) vs. Jeri-Show (Chris Jericho und Big Show) um die Unified WWE Tag Team Championship |

### 2010er

#### 2010
| Event                         | Datum         | Arena                             | Ort                      | Hauptkampf | Anmerkungen                                                                       |
| ----------------------------- | ------------- | --------------------------------- | ------------------------ | --- | --------------------------------------------------------------------------------- |
| Royal Rumble                  | 31. Januar    | Philips Arena                     | Atlanta, Georgia         | 30-Mann-Royal-Rumble |                                                                                   |
| Elimination Chamber           | 21. Februar   | Scottrade Center                  | St. Louis, Missouri      | The Undertaker vs. Chris Jericho vs. John Morrison vs. R-Truth vs. CM Punk vs. Rey Mysterio um die World Heavyweight Championship                                                                                       | In Deutschland zunächst als „No Way Out“ vermarktet, später auch als „No Escape“. |
| WrestleMania XXVI             | 28. März      | University of Phoenix Stadium     | Glendale, Arizona        | The Undertaker vs. Shawn Michaels |                                                                                   |
| Extreme Rules                 | 25. April     | 1st Mariner Arena                 | Baltimore, Maryland      | John Cena vs. Batista um die WWE Championship |                                                                                   |
| Over the Limit                | 23. Mai       | Joe Louis Arena                   | Detroit, Michigan        | John Cena vs. Batista um die WWE Championship |                                                                                   |
| Fatal 4-Way                   | 20. Juni      | Nassau Veterans Memorial Coliseum | Uniondale, New York      | John Cena vs. Sheamus vs. Randy Orton vs. Edge um die WWE Championship |                                                                                   |
| Money in the Bank             | 18. Juli      | Sprint Center                     | Kansas City, Missouri    | Sheamus vs. John Cena um die WWE Championship |                                                                                   |
| SummerSlam                    | 15. August    | Staples Center                    | Los Angeles, Kalifornien | Team WWE (John Cena, Daniel Bryan, Edge, Chris Jericho, Bret Hart, R-Truth und John Morrison) vs. The Nexus (Wade Barrett, Justin Gabriel, Heath Slater, David Otunga, Skip Sheffield, Michael Tarver und Darren Young) |                                                                                   |
| Night of Champions            | 19. September | Allstate Arena                    | Rosemont, Illinois       | Sheamus vs. Randy Orton vs. Wade Barrett vs. Edge vs. John Cena vs. Chris Jericho um die WWE Championship |                                                                                   |
| Hell in a Cell                | 3. Oktober    | American Airlines Center          | Dallas, Texas            | Kane vs. The Undertaker um die World Heavyweight Championship |                                                                                   |
| Bragging Rights               | 24. Oktober   | Target Center                     | Minneapolis, Minnesota   | Randy Orton vs. Wade Barrett um die WWE Championship |                                                                                   |
| Survivor Series               | 21. November  | American Airlines Arena           | Miami, Florida           | Randy Orton vs. Wade Barrett um die WWE Championship |                                                                                   |
| TLC: Tables, Ladders & Chairs | 19. Dezember  | Toyota Center                     | Houston, Texas           | John Cena Vs. Wade Barrett |                                                                                   |

#### 2011
| Event                         | Datum         | Arena                 | Ort                      | Hauptkampf                                                                      |
| ----------------------------- | ------------- | --------------------- | ------------------------ | ------------------------------------------------------------------------------- |
| Royal Rumble                  | 30. Januar    | TD Garden             | Boston, Massachusetts    | 40-Mann-Royal-Rumble                                                            |
| Elimination Chamber           | 20. Februar   | Oracle Arena          | Oakland, Kalifornien     | CM Punk vs. John Cena vs. John Morrison vs. Sheamus vs. Randy Orton vs. R-Truth |
| WrestleMania XXVII            | 3. April      | Georgia Dome          | Atlanta, Georgia         | The Miz vs. John Cena um die WWE Championship                                   |
| Extreme Rules                 | 1. Mai        | St. Pete Times Forum  | Tampa, Florida           | The Miz vs. John Cena vs. John Morrison um die WWE Championship                 |
| Over the Limit                | 22. Mai       | KeyArena              | Seattle, Washington      | John Cena vs. The Miz um die WWE Championship                                   |
| Capitol Punishment            | 19. Juni      | Verizon Center        | Washington, D.C.         | John Cena vs. R-Truth um die WWE Championship                                   |
| Money in the Bank             | 17. Juli      | Allstate Arena        | Rosemont, Illinois       | John Cena vs. CM Punk um die WWE Championship                                   |
| SummerSlam                    | 14. August    | Staples Center        | Los Angeles, Kalifornien | CM Punk vs. Alberto Del Rio um die WWE Championship                             |
| Night of Champions            | 18. September | First Niagara Center  | Buffalo, New York        | Triple H vs. CM Punk                                                            |
| Hell in a Cell                | 2. Oktober    | New Orleans Arena     | New Orleans, Louisiana   | John Cena vs. CM Punk vs. Alberto Del Rio um die WWE Championship               |
| Vengeance                     | 23. Oktober   | AT&T Center           | San Antonio, Texas       | Alberto Del Rio vs. John Cena um die WWE Championship                           |
| Survivor Series               | 23. Oktober   | Madison Square Garden | New York, New York       | John Cena and The Rock vs. Awesome Truth (The Miz und R-Truth)                  |
| TLC: Tables, Ladders & Chairs | 18. Dezember  | 1st Mariner Arena     | Baltimore, Maryland      | CM Punk vs. The Miz vs. Alberto Del Rio um die WWE Championship                 |

#### 2012
| Event                         | Datum         | Arena                   | Ort                         | Hauptkampf                                                    |
| ----------------------------- | ------------- | ----------------------- | --------------------------- | ------------------------------------------------------------- |
| Royal Rumble                  | 29. Januar    | Scottrade Center        | St. Louis, Missouri         | 30-Mann-Royal-Rumble                                          |
| Elimination Chamber           | 19. Februar   | Bradley Center          | Milwaukee, Wisconsin        | John Cena vs. Kane                                            |
| WrestleMania XXVIII           | 1. April      | Sun Life Stadium        | Miami Gardens, Florida      | John Cena vs. The Rock                                        |
| Extreme Rules                 | 29. April     | Allstate Arena          | Rosemont, Illinois          | John Cena vs. Brock Lesnar                                    |
| Over the Limit                | 20. Mai       | PNC Arena               | Raleigh, North Carolina     | John Cena vs. John Laurinaitis                                |
| No Way Out                    | 17. Juni      | Izod Center             | East Rutherford, New Jersey | John Cena vs. Big Show                                        |
| Money in the Bank             | 15. Juli      | US Airways Center       | Phoenix, Arizona            | John Cena vs. Kane vs. Chris Jericho vs. Big Show vs. The Miz |
| SummerSlam                    | 19. August    | Staples Center          | Los Angeles, Kalifornien    | Brock Lesnar vs. Triple H                                     |
| Night of Champions            | 16. September | TD Garden               | Boston, Massachusetts       | CM Punk vs. John Cena um die WWE Championship                 |
| Hell in a Cell                | 28. Oktober   | Philips Arena           | Atlanta, Georgia            | CM Punk vs. Ryback um die WWE Championship                    |
| Survivor Series               | 18. November  | Bankers Life Fieldhouse | Indianapolis, Indiana       | CM Punk vs. Ryback vs. John Cena um die WWE Championship      |
| TLC: Tables, Ladders & Chairs | 16. Dezember  | Barclays Center         | Brooklyn, New York          | John Cena vs. Dolph Ziggler                                   |

#### 2013
| Event                         | Datum         | Arena                   | Ort                         | Hauptkampf                                                                               |
| ----------------------------- | ------------- | ----------------------- | --------------------------- | ---------------------------------------------------------------------------------------- |
| Royal Rumble                  | 27. Januar    | US Airways Center       | Phoenix, Arizona            | CM Punk vs. The Rock um die WWE Championship                                             |
| Elimination Chamber           | 17. Februar   | New Orleans Arena       | New Orleans, Louisiana      | The Rock vs. CM Punk um die WWE Championship                                             |
| WrestleMania 29               | 7. April      | MetLife Stadium         | East Rutherford, New Jersey | The Rock vs. John Cena um die WWE Championship                                           |
| Extreme Rules                 | 19. Mai       | Scottrade Center        | St. Louis, Missouri         | Brock Lesnar vs. Triple H                                                                |
| Payback                       | 16. Mai       | Allstate Arena          | Rosemont, Illinois          | John Cena vs. Ryback um die WWE Championship                                             |
| Money in the Bank             | 14. Juli      | Wells Fargo Center      | Philadelphia, Pennsylvania  | Randy Orton vs. Rob Van Dam vs. CM Punk vs. Daniel Bryan vs. Sheamus vs. Christian       |
| SummerSlam                    | 18. August    | Staples Center          | Los Angeles, Kalifornien    | Daniel Bryan vs. Randy Orton um die WWE Championship                                     |
| Night of Champions            | 15. September | Joe Louis Arena         | Detroit, Michigan           | Randy Orton vs. Daniel Bryan um die WWE Championship                                     |
| Battleground                  | 6. Oktober    | First Niagara Center    | Buffalo, New York           | Randy Orton vs. Daniel Bryan um die vakante WWE Championship                             |
| Hell in a Cell                | 27. Oktober   | American Airlines Arena | Miami, Florida              | Randy Orton vs. Daniel Bryan um die vakante WWE Championship                             |
| Survivor Series               | 24. November  | TD Garden               | Boston, Massachusetts       | Randy Orton vs. Big Show um die WWE Championship                                         |
| TLC: Tables, Ladders & Chairs | 15. Dezember  | Toyota Center           | Houston, Texas              | Randy Orton vs. John Cena um die WWE Championship und die World Heavyweight Championship |

#### 2014
Am 24. Februar 2014 startete das WWE Network, ein Streamingdienst für das gesamte WWE-Universum. Dies hatte eine Veränderung für die PPVs zur Folge, da diese auch auf dem Network abrufbar waren. Zudem wollte man den Abonnenten auch zusätzlichen Content bieten, so dass einige Events exklusiv dem WWE Network vorbehalten waren. Im ersten jahr waren dies ausschließlich Events der Entwicklungsliga WWE NXT.
| Event                         | Datum         | Arena                    | Ort                         | Hauptkampf | Anmerkung                |
| ----------------------------- | ------------- | ------------------------ | --------------------------- | --- | ------------------------ |
| Royal Rumble                  | 26. Januar    | Consol Energy Center     | Pittsburgh, Pennsylvania    | 30-Mann-Royal-Rumble-Match |                          |
| Elimination Chamber           | 23. Februar   | Target Center            | Minneapolis, Minnesota      | Randy Orton vs. John Cena vs. Sheamus vs. Daniel Bryan vs. Cesaro vs. Christian um die WWE World Heavyweight Championship                                       |                          |
| NXT Arrival                   | 27. Februar   | Full Sail University     | Winter Park, Florida        | Bo Dallas vs. Adrian Neville um die NXT Championship | Exklusives Network-Event |
| WrestleMania XXX              | 6. April      | Mercedes-Benz Superdome  | New Orleans, Louisiana      | Randy Orton (C) vs. Batista vs. Daniel Bryan um die WWE World Heavyweight Championship                                                                          |                          |
| Extreme Rules                 | 6. April      | Izod Center              | East Rutherford, New Jersey | Daniel Bryan (C) vs. Kane um die WWE World Heavyweight Championship                                                                                             |                          |
| NXT TakeOver                  | 29. Mai       | Full Sail University     | Winter Park, Florida        | Adrian Neville vs. Tyson Kidd um die NXT Championship | Exklusives Network-Event |
| Payback                       | 1. Juni       | Allstate Arena           | Rosemont, Illinois          | The Shield (Dean Ambrose, Seth Rollins und Roman Reigns) vs. Evolution (Triple H, Randy Orton und Batista)                                                      |                          |
| Money in the Bank             | 29. Juni      | TD Garden                | Boston, Massachusetts       | John Cena vs. Alberto Del Rio vs. Bray Wyatt vs. Cesaro vs. Kane vs. Randy Orton vs. Roman Reigns vs. Sheamus um die vakante WWE World Heavyweight Championship |                          |
| Battleground                  | 20. Juli      | Tampa Bay Times Forum    | Tampa, Florida              | John Cena (C) vs. Randy Orton vs. Kane vs. Roman Reigns um die WWE World Heavyweight Championship                                                               |                          |
| SummerSlam                    | 17. August    | Staples Center           | Los Angeles, Kalifornien    | John Cena (C) vs. Brock Lesnar um die WWE World Heavyweight Championship                                                                                        |                          |
| NXT TakeOver: Fatal 4-Way     | 11. September | Full Sail University     | Winter Park, Florida        | Adrian Neville (C) vs. Sami Zayn vs. Tyson Kidd vs. Tyler Breeze um die NXT Championship                                                                        | Exklusives Network-Event |
| Night of the Champions        | 21. September | Bridgestone Arena        | Nashville, Tennessee        | Brock Lesnar (C) vs. John Cena um die WWE World Heavyweight Championship                                                                                        |                          |
| Hell in a Cell                | 26. Oktober   | American Airlines Center | Dallas, Texas               | Seth Rollins vs. Dean Ambrose |                          |
| Survivor Series               | 23. November  | Scottrade Center         | St. Louis, Missouri         | Team Cena (John Cena, Dolph Ziggler, Big Show, Ryback und Erick Rowan) vs. Team Authority (Seth Rollins, Kane, Mark Henry, Rusev und Luke Harper)               |                          |
| NXT TakeOver: R Evolution     | 11. Dezember  | Full Sail University     | Winter Park, Florida        | Adrian Neville (C) vs. Sami Zayn um die NXT Championship | Exklusives Network-Event |
| TLC: Tables, Ladders & Chairs | 14. Dezember  | Quicken Loans Arena      | Cleveland, Ohio             | Dean Ambrose vs. Bray Wyatt |                          |

#### 2015
| Event                               | Datum         | Arena                 | Ort                                     | Hauptkampf                                                                                                   | Anmerkung                |
| ----------------------------------- | ------------- | --------------------- | --------------------------------------- | --- | ------------------------ |
| Royal Rumble                        | 25. Januar    | Wells Fargo Center    | Philadelphia, Pennsylvania              | 30-Mann-Royal-Rumble-Match                                                                                   |                          |
| NXT TakeOver: Rival                 | 11. Februar   | Full Sail University  | Winter Park, Florida                    | Sami Zayn (C) vs. Kevin Owens um die NXT Championship                                                        | Exklusives Network-Event |
| Fastlane                            | 22. Februar   | FedExForum            | Memphis, Tennessee                      | Roman Reigns vs. Daniel Bryan                                                                                |                          |
| WrestleMania 31                     | 29. März      | Levi’s Stadium        | Santa Clara, Kalifornien                | Brock Lesnar (C) vs. Roman Reigns vs. Seth Rollins um die WWE World Heavyweight Championship                 |                          |
| Extreme Rules                       | 26. April     | Allstate Arena        | Rosemont, Illinois                      | Seth Rollins (C) vs. Randy Orton um die WWE World Heavyweight Championship                                   |                          |
| King of the Ring                    | 28. April     | iWireless Center      | Moine, Illinois                         | Neville vs. Bad News Barrett (King-of-the-Ring-Finale)                                                       | Exklusives Network-Event |
| Payback                             | 17. Mai       | Royal Farms Arena     | Baltimore, Maryland                     | Seth Rollins (C) vs. Roman Reigns vs. Randy Orton vs. Dean Ambrose um die WWE World Heavyweight Championship |                          |
| NXT TakeOver: Unstoppable           | 20. Mai       | Full Sail University  | Winter Park, Florida                    | Kevin Owens (C) vs. Sami Zayn um die NXT Championship                                                        | Exklusives Network-Event |
| Elimination Chamber                 | 31. Mai       | American Bank Center  | Corpus Christi, Texas                   | Seth Rollins (C) vs. Dean Ambrose um die WWE World Heavyweight Championship                                  |                          |
| Money in the Bank                   | 14. Juni      | Nationwide Arena      | Columbus, Ohio                          | Seth Rollins (C) vs. Dean Ambrose um die WWE World Heavyweight Championship                                  |                          |
| The Beast in the East               | 4. Juli       | Ryōgoku Kokugikan     | Yokoami, Sumida, Präfektur Tokio, Japan | John Cena und Dolph Ziggler vs. Kane und King Barrett                                                        | Exklusives Network-Event |
| Battleground                        | 19. Juli      | Scottrade Center      | St. Louis, Missouri                     | Seth Rollins (C) vs. Brock Lesnar um die WWE World Heavyweight Championship                                  |                          |
| NXT TakeOver: Brooklyn              | 22. August    | Barclays Center       | Brooklyn, New York                      | Finn Bálor (C) vs. Kevin Owens um die NXT Championship                                                       | Exklusives Network-Event |
| SummerSlam                          | 23. August    | Barclays Center       | Brooklyn, New York                      | The Undertaker vs. Brock Lesnar                                                                              |                          |
| Night of the Champions              | 20. September | Toyota Center         | Houston, Texas                          | Seth Rollins (C) vs. Sting um die WWE World Heavyweight Championship                                         |                          |
| WWE Live from Madison Square Garden | 3. Oktober    | Madison Square Garden | New York, New York                      | John Cena (C) vs. Seth Rollins um die WWE United States Championship                                         | Exklusives Network-Event |
| NXT TakeOver: Respect               | 7. Oktober    | Full Sail University  | Winter Park, Florida                    | Bayley (C) vs. Sasha Banks um die NXT Women’s Championship                                                   | Exklusives Network-Event |
| Hell in a Cell                      | 26. Oktober   | Staples Center        | Los Angeles, Kalifornien                | The Undertaker vs. Brock Lesnar                                                                              |                          |
| Survivor Series                     | 22. November  | Philips Arena         | Atlanta, Georgia                        | Roman Reigns (C) vs. Sheamus um die WWE World Heavyweight Championship                                       |                          |
| TLC: Tables, Ladders & Chairs       | 13. Dezember  | TD Garden             | Boston, Massachusetts                   | Sheamus (C) vs. Roman Reigns um die WWE World Heavyweight Championship                                       |                          |
| NXT TakeOver: London                | 16. Dezember  | SSE Arena             | Wembley, London, Vereinigtes Königreich | Finn Bálor (C) vs. Samoa Joe um die NXT Championship                                                         | Exklusives Network-Event |

#### 2016
Ende des Jahres 2016 brachte WWE die brand-spezifischen PPVs zurück. Zudem wurde das WWE-NXT-Programm ausgebaut, so dass vor den großen PPVs nun auch je ein TakeOver stattfand.
| Event                         | Datum         | Arena                                  | Ort                      | Hauptkampf                                                                                   | Anmerkung                                     |
| ----------------------------- | ------------- | -------------------------------------- | ------------------------ | -------------------------------------------------------------------------------------------- | --------------------------------------------- |
| Royal Rumble                  | 24. Januar    | Amway Center                           | Orlando, Florida         | 30-Mann-Royal-Rumble-Match um die WWE World Heavyweight Championship                         |                                               |
| Fastlane                      | 21. Februar   | Quicken Loans Arena                    | Cleveland, Ohio          | Roman Reigns vs. Dean Ambrose vs. Brock Lesnar                                               |                                               |
| Roadblock                     | 12. März      | Ricoh Coliseum                         | Toronto, Ontario, Kanada | Triple H (C) vs. Dean Ambrose um die WWE World Heavyweight Championship                      | Exklusives Network-Event                      |
| NXT TakeOver: Dallas          | 1. April      | Kay Bailey Hutchison Convention Center | Dallas, Texas            | Finn Bálor (C) vs. Samoa Joe um die NXT Championship                                         | Exklusives Network-Event                      |
| WrestleMania 32               | 3. April      | AT&T Stadium                           | Arlington, Texas         | Triple H (C) vs. Roman Reigns um die WWE World Heavyweight Championship                      |                                               |
| Payback                       | 1. Mai        | Allstate Arena                         | Rosemont, Illinois       | Roman Reigns (C) vs. AJ Styles um die WWE World Heavyweight Championship                     |                                               |
| Extreme Rules                 | 22. Mai       | Prudential Center                      | Newark, New Jersey       | Roman Reigns (C) vs. AJ Styles um die WWE World Heavyweight Championship                     |                                               |
| NXT TakeOver: The End         | 8. Juni       | Full Sail University                   | Winter Park, Florida     | Samoa Joe (C) vs. Finn Bálor um die NXT Championship                                         | Exklusives Network-Event                      |
| Money in the Bank             | 19. Juni      | T-Mobile Arena                         | Paradise, Nevada         | Seth Rollins (C) vs. Dean Ambrose um die WWE World Heavyweight Championship                  |                                               |
| Battleground                  | 24. Juli      | Verizon Center                         | Washington, D.C.         | Dean Ambrose (C) vs. Seth Rollins vs. Roman Reigns um die WWE World Heavyweight Championship |                                               |
| NXT TakeOver: Brooklyn        | 20. August    | Barclays Center                        | Brooklyn, New York       | Samoa Joe (C) vs. Shinsuke Nakamura um die NXT Championship                                  | Exklusives Network-Event                      |
| SummerSlam                    | 21. August    | Barclays Center                        | Brooklyn, New York       | Brock Lesnar vs. Randy Orton                                                                 |                                               |
| Backlash                      | 11. September | Richmond Coliseum                      | Richmond, Virginia       | Dean Ambrose (C) vs. AJ Styles um die WWE World Championship                                 |                                               |
| Cruiserweight Classic Finale  | 14. September | Full Sail University                   | Winter Park, Florida     | Gran Metalik vs. TJ Perkins um die WWE Cruiserweight Championship (Turnierfinale)            | Exklusives Network-Event                      |
| Clash of the Champions        | 25. September | Bankers Life Fieldhouse                | Indianapolis, Indiana    | Kevin Owens (C) vs. Seth Rollins um die WWE Universal Championship                           |                                               |
| No Mercy                      | 9. Oktober    | Golden 1 Center                        | Sacramento, Kalifornien  | Randy Orton vs. Bray Wyatt                                                                   |                                               |
| Hell in a Cell                | 30. Oktober   | TD Garden                              | Boston, Massachusetts    | Sasha Banks (C) vs. Charlotte Flair um die WWE Raw Women’s Championship                      | Erster weiblicher Main-Vent bei einem WWE-PPV |
| NXT TakeOver: Toronto         | 19. November  | Air Canada Centre                      | Toronto, Ontario, Kanada | Shinsuke Nakamura (C) vs. Samoa Joe um die NXT Championship                                  | Exklusives Network-Event                      |
| Survivor Series               | 22. November  | Air Canada Centre                      | Toronto, Ontario, Kanada | Goldberg vs. Brock Lesnar                                                                    |                                               |
| TLC: Tables, Ladders & Chairs | 4. Dezember   | American Airlines Center               | Dallas, Texas            | AJ Styles (C) vs. Dean Ambrose um die WWE World Championship                                 |                                               |
| Roadblock: end of the Line    | 18. Dezember  | PPG Paints Arena                       | Pittsburgh, Pennsylvania | Kevin Owens (C) vs. Roman Reigns um die WWE Universal Championship                           |                                               |

#### 2017
| Event                                  | Datum          | Arena                      | Ort                                           | Hauptkampf | Anmerkung                 |
| -------------------------------------- | -------------- | -------------------------- | --------------------------------------------- | --- | ------------------------- |
| United Kingdom Championship Tournament | 14./15. Januar | Empress Ballroom           | Blackpool, Lancashire, Vereinigtes Königreich | Tyler Bate vs. Pete Dunne um die WWE United Kingdom Championship (Turnierfinale) | Exklusives Network-Event  |
| NXT TakeOver: San Antonio              | 28. Januar     | Freeman Coliseum           | San Antonio, Texas                            | Shinsuke Nakamura (C) vs. Bobby Roode um die NXT Championship | Exklusives Network-Events |
| Royal Rumble                           | 29. Januar     | Alamodome                  | San Antonio, Texas                            | 30-Mann-Royal-Rumble-Match |                           |
| Elimination Chamber                    | 12. Februar    | Talking Stick Resort Arena | Phoenix, Arizona                              | John Cena (C) vs. AJ Styles vs. Baron Corbin vs. Bray Wyatt vs. Dean Ambrose vs. The Miz um die WWE Championship                                                                    |                           |
| Fastlane                               | 5. März        | Bradley Center             | Milwaukee, Wisconsin                          | Kevin Owens (C) vs. Goldberg um die Universal Championship |                           |
| NXT TakeOver: Orlando                  | 1. April       | Amway Center               | Orlando, Florida                              | Bobby Roode (C) vs. Shinsuke Nakamura um die NXT Championship | Exklusives Network-Event  |
| WrestleMania 33                        | 2. April       | Camping World Stadium      | Orlando, Florida                              | The Undertaker vs. Roman Reigns |                           |
| Payback                                | 30. April      | SAP Center                 | San Jose, Kalifornien                         | Roman Reigns vs. Braun Strowman |                           |
| United Kingdom Championship Special    | 7. Mai         | Epic Studios               | Norwich, Norfolk, Vereinigtes Königreich      | Tyler Bate vs. Mark Andrew um die WWE United Kingdom Championship \| Exklusives Network-Event                                                                                       |                           |
| NXT TakeOver: Chicago                  | 20. Mai        | All State Arena            | Orlando, Florida                              | The Authors of Pain (Akam und Rezar) (C) vs. #DIY (Johnny Gargano und Tommaso Ciampa) um die NXT Tag Team Championship                                                              | Exklusives Network-Event  |
| Backlash                               | 21. Mai        | Allstate Arena             | Rosemont, Illinois                            | Randy Orton (C) vs. Jinder Mahal um die WWE Championship |                           |
| Extreme Rules                          | 4. Juni        | Royal Farms Arena          | Baltimore, Maryland                           | Bray Wyatt vs. Finn Bálor vs. Roman Reigns vs. Samoa Joe vs. Seth Rollins |                           |
| Money in the Bank                      | 18. Juni       | Scottrade Center           | St. Louis, Missouri                           | AJ Styles vs. Shinsuke Nakamura vs. Dolph Ziggler vs. Sami Zayn vs. Baron Corbin vs. Kevin Owens                                                                                    |                           |
| Great Balls of Fire                    | 9. Juli        | American Airlines Center   | Dallas, Texas                                 | Brock Lesnar (C) vs. Samoa Joe um die Universal Championship |                           |
| Battleground                           | 23. Juli       | Wells Fargo Center         | Philadelphia, Pennsylvania                    | Jinder Mahal (C) vs. Randy Orton um die WWE Championship |                           |
| NXT TakeOver: Brooklyn III             | 19. August     | Barclays Center            | Brooklyn, New York                            | Bobby Roode (C) vs. Drew McIntyre um die NXT Championship | Exklusives Network-Event  |
| SummerSlam                             | 20. August     | Barclays Center            | Brooklyn, New York                            | Brock Lesnar (C) vs. Roman Reigns vs. Samoa Joe vs. Braun Strowman um die Universal Championship                                                                                    |                           |
| Mae Young Classic Finale               | 12. September  | Thomas & Mack Center       | Paradise Nevada                               | Kairi Sane vs. Shayna Baszler (Turnierfinale) | Exklusives Network-Event  |
| No Mercy                               | 24. September  | Staples Center             | Los Angeles, Kalifornien                      | Brock Lesnar (C) vs. Braun Strowman um die Universal Championship |                           |
| Hell in a Cell                         | 8. Oktober     | Little Caesars Arena       | Detroit, Michigan                             | Shane McMahon vs. Kevin Owens |                           |
| TLC: Tables, Ladders & Chairs          | 22. Oktober    | Target Center              | Minneapolis, Minnesota                        | Kurt Angle, Dean Ambrose und Seth Rollins vs. Braun Strowman, Kane, The Miz, Cesaro und Sheamus                                                                                     |                           |
| NXT TakeOver: WarGames                 | 18. November   | Toyota Center              | Houston, Texas                                | Sanity (Alexander Wolfe, Eric Young und Killian Dain) vs. The Undisputed Era (Adam Cole, Bobby Fish und Kyle O’Reilly) vs. The Authors of Pain (Akam und Rezar) und Roderick Strong | Exklusives Network-Event  |
| Survivor Series                        | 19. November   | Toyota Center              | Houston, Texas                                | Kurt Angle, Triple H, Braun Strowman, Finn Bálor und Samoa Joe vs. Shane McMahon, John Cena, Randy Orton, Shinsuke Nakamura und Bobby Roode                                         |                           |
| Clash of Champions                     | 17. Dezember   | TD Garden                  | Boston, Massachusetts                         | AJ Styles (C) vs. Jinder Mahal um die WWE Championship |                           |

#### 2018
| Event                                  | Datum         | Arena                             | Ort                                        | Hauptkampf | Anmerkung                |
| -------------------------------------- | ------------- | --------------------------------- | ------------------------------------------ | --- | ------------------------ |
| NXT TakeOver: Philadelphia             | 27. Januar    | Wells fargo                       | Philadelphia, Pennsylvania                 | Andrade Almas (C) vs. Johnny Gargano um die NXT Championship                                                                             | Exklusives Network-Event |
| Royal Rumble                           | 27. Januar    | Wells Fargo Center                | Philadelphia, Pennsylvania                 | 30-Woman-Royal-Rumble-Match |                          |
| Elimination Chamber                    | 25. Februar   | T-Mobile Arena                    | Paradise, Nevada                           | John Cena vs. Roman Reigns vs. Braun Strowman vs. The Miz vs. Elias vs. Seth Rollins vs. Finn Bálor                                      |                          |
| Fastlane                               | 11. März      | Nationwide Arena                  | Columbus, Ohio                             | AJ Styles (C) vs. John Cena vs. Kevin Owens vs. Sami Zayn vs. Dolph Ziggler vs. Baron Corbin um die WWE Championship                     |                          |
| NXT TakeOver: New Orleans              | 7. April      | Smoothie King Center              | New Orleans, Louisiana                     | Johnny Gargano vs. Tommaso Ciampa | Exklusives Network-Event |
| WrestleMania 34                        | 8. April      | Mercedes-Benz Superdome           | New Orleans, Louisiana                     | Brock Lesnar (C) vs. Roman Reigns um die Universal Championship                                                                          |                          |
| Greatest Royal Rumble                  | 27. April     | King Fahd Stadium                 | Jeddah, Makkah Region, Saudi Arabia        | 50-Man-Royal-Rumble-Match |                          |
| Backlash                               | 6. Mai        | Prudential Center                 | Newark, New Jersey                         | Roman Reigns vs. Samoa Joe |                          |
| NXT TakeOver: Chicago II               | 16. Juni      | Allstate Arena                    | Rosemont, Illinois                         | Johnny Gargano vs. Tommaso Ciampa | Exklusives Network-Event |
| Money in the Bank                      | 17. Juni      | Allstate Arena                    | Rosemont, Illinois                         | Bobby Roode vs. Braun Strowman vs. Finn Bálor vs. Kevin Owens vs. Kofi Kingston vs. Rusev vs. Samoa Joe vs. The Miz                      |                          |
| United Kingdom Championship Tournament | 18. Juni      | Royal Albert Hall                 | Kensington, London, Vereinigtes Königreich | Zack Gibson vs. Travis Banks (Turnierfinale)                                                                                             | Exklusives Network-Event |
| NXT U.K. Championship                  | 19. Juni      | Royal Albert Hall                 | Kensington, London, Vereinigtes Königreich | Pete Dunne vs. Zack Gibson um die WWE United Kingdom Championship                                                                        | Exklusives Network-Event |
| Extreme Rules                          | 15. Juli      | PPG Paints Arena                  | Pittsburgh, Pennsylvania                   | Dolph Ziggler (C) vs. Seth Rollins um die Intercontinental Championship                                                                  |                          |
| NXT TakeOver: Brooklyn 4               | 18. August    | Barclays Center                   | Brooklyn, New York                         | Tommaso Ciampa (C) vs. Johnny Gargano um die NXT Championship                                                                            | Exklusives Network-Event |
| SummerSlam                             | 19. August    | Barclays Center                   | Brooklyn, New York                         | Brock Lesnar (C) vs. Roman Reigns um die Universal Championship                                                                          |                          |
| Hell in a Cell                         | 16. September | AT&T Center                       | San Antonio, Texas                         | Roman Reigns (C) vs. Braun Strowman um die Universal Championship                                                                        |                          |
| Super ShowDown                         | 6. Oktober    | Melbourne Cricket Ground          | Melbourne, Victoria, Australia             | The Undertaker vs. Triple H |                          |
| Evolution                              | 28. Oktober   | Nassau Veterans Memorial Coliseum | Uniondale, New York                        | Ronda Rousey (C) vs. Nikki Bella um die Raw Women’s Championship                                                                         |                          |
| Crown Jewel                            | 2. November   | King Saud University Stadium      | Riyadh, Riyadh Region, Saudi Arabia        | Triple H und Shawn Michaels vs. The Undertaker und Kane                                                                                  |                          |
| NXT TakeOver: WarGames                 | 17. November  | Staples Center                    | Los Angeles, Kalifornien                   | Pete Dunne, Ricochet und War Raiders (Hanson und Rowe) vs. The Undisputed Era (Adam Cole, Bobby Fish, Kyle O’Reilly und Roderick Strong) | Exklusives Network-Event |
| Survivor Series                        | 18. November  | Staples Center                    | Los Angeles, Kalifornien                   | Daniel Bryan vs. Brock Lesnar |                          |
| Starrcade                              | 24. November  | U.S. Bank Arena                   | Cincinnati, Ohio                           | AJ Styles vs. Samoa Joe |                          |
| TLC: Tables, Ladders & Chairs          | 16. Dezember  | SAP Center                        | San Jose, Kalifornien                      | Becky Lynch (C) vs. Asuka vs. Charlotte Flair um die SmackDown Women’s Championship                                                      | Exklusives Network-Event |

#### 2019
| Event                         | Datum          | Arena                      | Ort                                           | Hauptkampf | Anmerkung                                          |
| ----------------------------- | -------------- | -------------------------- | --------------------------------------------- | --- | -------------------------------------------------- |
| NXT UK TakeOver: Blackpool    | 12. Januar     | Empress Ballroom           | Blackpool, Lancashire, Vereinigtes Königreich | Pete Dunne (C) vs. Joe Coffey um die WWE United Kingdom Championship                                                                           | Exklusives Network-Event                           |
| NXT TakeOver: Phoenix         | 26. Januar     | Talking Stick Resort Arena | Phoenix, Arena                                | Tommaso Ciampa (C) vs. Aleister Black um die NXT Championship                                                                                  | Exklusives Network-Event                           |
| Worlds Collide                | 26./27. Januar | Phoenix Convention Center  | Phoenix, Arena                                | Velveteen Dream vs. Tyler Bate | Exklusives Network-Event                           |
| Royal Rumble                  | 27. Januar     | Chase Field                | Phoenix, Arizona                              | 30-Mann-Royal-Rumble-Match |                                                    |
| Halftime Heat                 | 3. Februar     | WWE Performance Center     | Orlando, Florida                              | Aleister Black, Ricochet und Velveteen Dream vs. Adam Cole, Johnny Gargano und Tommaso Ciampa                                                  | Exklusives Network-Event                           |
| Elimination Chamber           | 17. Februar    | Toyota Center              | Houston, Texas                                | Daniel Bryan vs. AJ Styles vs. Jeff Hardy vs. Kofi Kingston vs. Randy Orton vs. Samoa Joe um die WWE Championship                              |                                                    |
| Fastlane                      | 10. März       | Quicken Loans Arena        | Cleveland, Ohio                               | Dean Ambrose, Roman Reigns und Seth Rollins vs. Baron Corbin, Bobby Lashley und Drew McIntyre                                                  |                                                    |
| NXT TakeOver: New York        | 5. April       | Barclays Center            | Brooklyn, New York                            | Johnny Gargano vs. Adma Cole um die vakante NXT Championship                                                                                   | Exklusives Network-Event                           |
| WrestleMania 35               | 7. April       | MetLife Stadium            | East Rutherford, New Jersey                   | Ronda Rousey (C) vs. Charlotte Flair (C) vs. Becky Lynch um die Raw Women’s Championship und die SmackDown Women’s Championship                |                                                    |
| The Shield’s Final Chapter    | 21. April      | TaxSlayer Center           | Moline, Illinois                              | The Shield (Dean Ambrose, Roman Reigns und Seth Rollins) vs. Baron Corbin, Bobby Lashley und Drew McIntyre                                     | Exklusives Network-Event                           |
| Money in the Bank             | 19. Mai        | XL Center                  | Hartford, Connecticut                         | Ali vs. Andrade vs. Baron Corbin vs. Brock Lesnar vs. Drew McIntyre vs. Finn Bálor vs. Randy Orton vs. Ricochet                                |                                                    |
| NXT TakeOver: XXV             | 1. Juni        | Webster Bank Arena         | Bridgeport, Connecticut                       | Johnny Gargano (C) vs. Adam Cole um die NXT Championship                                                                                       | Exklusives Network-Event                           |
| Super ShowDown                | 7. Juni        | King Fahd Stadium          | Jeddah, Makkah Region, Saudi Arabia           | The Undertaker geg. Goldberg |                                                    |
| Evolve 131                    | 13. Juli       | 2300 Arena                 | Philadelphia, Pennsylvania                    | Adam Cole (C) vs. Akira Tozawa um die NXT Championship                                                                                         | Exklusives Network-Event / Keine WWE-Veranstaltung |
| Stomping Grounds              | 23. Juni       | Tacoma Dome                | Tacoma, Washington                            | Seth Rollins (C) vs. Baron Corbin um die Universal Championship                                                                                |                                                    |
| Extreme Rules                 | 14. Juli       | Wells Fargo Center         | Philadelphia, Pennsylvania                    | Seth Rollins (C) vs. Brock Lesnar um die Universal Championship                                                                                |                                                    |
| Smackville                    | 27. Juli       | Bridgestone Arena          | Nashville Tennessee                           | Kofi Kingston vs. Dolph Ziggler vs. Samoa Joe um die WWE Championship                                                                          |                                                    |
| NXT TakeOver: Phoenix         | 10. August     | Scotiabank Arena           | Toronto, Ontario, Kanada                      | Adam Cole (C) vs. Johnny Gargano um die NXT Championship                                                                                       | Exklusives Network-Event                           |
| SummerSlam                    | 11. August     | Scotiabank Arena           | Toronto, Ontario, Kanada                      | Brock Lesnar (C) vs. Seth Rollins um die Universal Championship                                                                                |                                                    |
| NXT UK Takeover: Cardiff      | 31. August     | Motorpoint Arena Cardiff   | Cardiff, Glamorgan, Wales                     | Walter (C) vs. Tyler Bate um die WWE United Kingdom Championship                                                                               | Exklusives Network-Event                           |
| Clash of Champions            | 19. September  | Spectrum Center            | Charlotte, North Carolina                     | Seth Rollins (C) vs. Braun Strowman um die Universal Championship                                                                              |                                                    |
| Hell in a Cell                | 6. Oktober     | Golden 1 Center            | Sacramento, California                        | Seth Rollins vs. Bray Wyatt um die Universal Championship                                                                                      |                                                    |
| Crown Jewel                   | 31. Oktober    | King Fahd Stadium          | Riyadh, Riyadh Region, Saudi Arabia           | Seth Rollins vs. Bray Wyatt um die Universal Championship                                                                                      |                                                    |
| NXT TakeOver: WarGames        | 18. November   | Allstate Arena             | Rosemont, Illinois                            | Tommaso Ciampa, Keith Lee, Dominik Dijakovic und Kevin Owens vs. The Undisputed Era (Adam Cole, Bobby Fish, Kyle O’Reilly und Roderick Strong) | Exklusives Network-Event                           |
| Survivor Series               | 24. November   | Allstate Arena             | Rosemont, Illinois                            | Becky Lynch vs. Bayley vs. Shayna Baszler |                                                    |
| Starrcade                     | 1. Dezember    | Infinite Energy Center     | Duluth, Georgia                               | Bobby Lashley vs. Kevin Owens | Exklusives Network-Event                           |
| TLC: Tables, Ladders & Chairs | 15. Dezember   | Target Center              | Minneapolis, Minnesota                        | Asuka und Kairi Sane (C) vs. Becky Lynch und Charlotte Flair um die Women’s Tag Team Championship                                              |                                                    |

### 2020er

#### 2020
| Event                                 | Datum         | Arena                  | Ort                                           | Hauptkampf | Anmerkung                                                    |
| ------------------------------------- | ------------- | ---------------------- | --------------------------------------------- | --- | ------------------------------------------------------------ |
| NXT UK TakeOver: Blackpool II         | 12. Januar    | Empress Ballroom       | Blackpool, Lancashire, Vereinigtes Königreich | Walter vs. Joe Coffey um die WWE UK Championship | Exklusives Network-Event                                     |
| Worlds Collide                        | 25. Januar    | Toyota Center          | Houston, Texas                                | The Undisputed Era (Adam Cole, Roderick Strong, Bobby Fish und Kyle O’Reilly) vs. Imperium (Walter, Alexander Wolfe, Fabian Aichner und Marcel Barthel) in einem Acht-Mann-Tag-Team-Match | Exklusives Network-Event                                     |
| Royal Rumble                          | 26. Januar    | Minute Maid Park       | Houston, Texas                                | 30-Mann-Royal-Rumble-Match |                                                              |
| NXT TakeOver: Portland                | 16. Februar   | Moda Center            | Portland, Oregon                              | Adam Cole (C) vs. Tommaso Ciampa um die NXT Championship | Exklusives Network-Event                                     |
| Super ShowDown                        | 27. Februar   | Riad                   | Saudi-Arabien                                 | Bray Wyatt (C) vs. Goldberg um die Universal Championship |                                                              |
| Elimination Chamber                   | 8. März       | Wells Fargo Center     | Philadelphia, Pennsylvania                    | Asuka vs. Liv Morgan vs. Natalya vs. Ruby Riott vs. Sarah Logan vs. Shayna Baszler |                                                              |
| WrestleMania 36                       | 4. April      | Performance Center     | Orlando, Florida                              | The Undertaker vs. AJ Styles | Fand wegen der weltweiten Corona-Krise ohne Zuschauer statt. |
| WrestleMania 36                       | 5. April      | Performance Center     | Orlando, Florida                              | Brock Lesnar (C) vs. Drew McIntyre um die WWE Championship | Fand wegen der weltweiten Corona-Krise ohne Zuschauer statt. |
| Money in the Bank                     | 10. Mai       | Performance Center     | Orlando, Florida                              | Money-in-the-Bank-Ladder-Match | Fand wegen der weltweiten Corona-Krise ohne Zuschauer statt. |
| Money in the Bank                     | 10. Mai       | Global Headquarters    | Stamford, Connecticut                         | Money-in-the-Bank-Ladder-Match | Fand wegen der weltweiten Corona-Krise ohne Zuschauer statt. |
| NXT TakeOver: In Your House           | 7. Juni       | Full Sail University   | Winter Park, Florida                          | Charlotte Flair (C) vs. Iro Shirai vs. Rhea Ripley um die NXT Women’s Championship | Exklusives Network-Event                                     |
| Backlash                              | 14. Juni      | WWE Performance Center | Orlando, Florida                              | Edge vs. Randy Orton | Das Hauptmatch wurde am 7. Juni aufgezeichnet.               |
| The Horror Show at Extreme Rules      | 19. Juli      | WWE Performance Center | Orlando, Florida                              | Braun Strowman vs. Bray Wyatt (Wyatt Swamp Fight) | Das Hauptmatch wurde am 16. Juli aufgezeichnet.              |
| NXT TakeOver XXX                      | 22. August    | Full Sail University   | Winter Park, Florida                          | Keith Lee (C) vs. Karrion Kross um die NXT Championship | Exklusives Network-Event                                     |
| SummerSlam                            | 23. August    | Amway Center           | Orlando, Florida                              | Braun Strowman (C) vs. „The Fiend“ Bray Wyatt in einem Falls Count Anywhere Match um die WWE Universal Championship                                                                       |                                                              |
| WWE Payback                           | 30. August    | Amway Center           | Orlando, Florida                              | „The Fiend“ Bray Wyatt (C) vs. Braun Strowman vs. Roman Reigns in einem Triple Threat No Holds Barred Match um die WWE Universal Championship                                             |                                                              |
| Clash of Champions                    | 27. September | Amway Center           | Orlando, Florida                              | Roman Reigns (C) vs. Jey Uso um die WWE Universal Championship |                                                              |
| NXT TakeOver: Takeoff to NXT TakeOver | 4. Oktober    | WWE Performance Center | Orlando, Florida                              | Finn Bálor (C) vs. Kyle O’Reilly um die NXT Championship | Exklusives Network-Event                                     |
| Hell in a Cell                        | 25. Oktober   | Amway Center           | Orlando, Florida                              | Drew McIntyre (C) vs. Randy Orton in einem Hell-in-a-Cell-Match um die WWE Championship                                                                                                   |                                                              |
| Survivor Series                       | 22. November  | Amway Center           | Orlando, Florida                              | Drew McIntyre vs. Roman Reigns |                                                              |
| NXT TakeOver: WarGames                | 6. Dezember   | WWE Performance Center | Orlando, Florida                              | The Undisputed Era (Adam Cole, Roderick Strong, Bobby Fish und Kyle O’Reilly) vs. Pat McAfee, Pete Dunne, Oney Lorcan und Danny Burch in einem 4-gegen-4-WarGames-Match                   | Exklusives Network-Event                                     |
| TLC: Tables, Ladders & Chairs         | 20. Dezember  | Tropicana Field        | St. Petersburg, Florida                       | „The Fiend“ Bray Wyatt vs. Randy Orton in einem Firefly Inferno Match |                                                              |

#### 2021
| Event                          | Datum         | Arena                  | Ort                     | Hauptkampf | Anmerkung                                                    |
| ------------------------------ | ------------- | ---------------------- | ----------------------- | --- | ------------------------------------------------------------ |
| Superstar Spectacle            | 22. Januar    | Tropicana Field        | St. Petersburg, Florida | Drew McIntyre und The Indus Sher (Rinku und Saurav) vs. Jinder Mahal und The Bollywood Boyz (Sunil Singh und Samir Singh)                                                             | Exklusives Network-Event                                     |
| Royal Rumble                   | 31. Januar    | Tropicana Field        | St. Petersburg, Florida | 30-Mann-Royal-Rumble-Match |                                                              |
| NXT TakeOver: Vengeance Day    | 14. Februar   | WWE Performance Center | Orlando, Florida        | Finn Bálor (C) vs. Pete Dunne um die NXT Championship |                                                              |
| Elimination Chamber            | 21. Februar   | Tropicana Field        | St. Petersburg, Florida | Drew McIntyre (C) vs. The Miz um die WWE Championship |                                                              |
| Fastlane                       | 21. März      | Tropicana Field        | St. Petersburg, Florida | Roman Reigns (C) vs. Daniel Bryan um die WWE Universal Championship | Erster Event, der in den USA von Peacock ausgestrahlt wurde. |
| NXT TakeOver: Stand & Deliver  | 7. April      | WWE Performance Center | Orlando, Florida        | Io Shirai (C) vs. Raquel González um die NXT Women’s Championship | Simulcast auf dem WWE Network und dem USA Network            |
| NXT TakeOver: Stand & Deliver  | 8. April      | WWE Performance Center | Orlando, Florida        | Kyle O’Reilly vs. Adam Cole in einem nicht sanktionierten Match |                                                              |
| WrestleMania 37                | 10. April     | Raymond James Stadium  | Tampa, Florida          | Sasha Banks (C) vs. Bianca Belair um die WWE SmackDown WWomen’s Championship |                                                              |
| WrestleMania 37                | 11. April     | Raymond James Stadium  | Tampa, Florida          | Roman Reigns (C) vs. Edge vs. Daniel Bryan in einem Triple-Threat-Match um die WWE Universal Championship                                                                             |                                                              |
| WrestleMania Backlash          | 16. Mai       | Yuengling Center       | Tampa, Florida          | Roman Reigns (C) vs. Cesaro um die WWE Universal Championship |                                                              |
| NXT TakeOver: In Your House II | 13. Juni      | WWE Performance Center | Orlando, Florida        | Karrion Kross (C) vs. Kyle O’Reilly vs. Adam Cole vs. Johnny Gargano vs. Pete Dunne in einem Fatal-Five-Way-Match um die NXT Championship                                             |                                                              |
| Hell in a Cell                 | 20. Juni      | Yuengling Center       | Tampa, Florida          | Bobby Lashley (C) vs. Drew McIntyre in einem Last Chance Hell in a Cell Match um die WWE Championship                                                                                 | Letzter PPV im WWE ThunderDome                               |
| Money in the Bank              | 18. Juli      | Dickies Arena          | Fort Worth, Texas       | Roman Reigns (C) vs. Edge um die WWE Universal Championship |                                                              |
| SummerSlam                     | 21. August    | Allegiant Stadium      | Paradise, Nevada        | Roman Reigns (C) vs. John Cena um die WWE Universal Championship |                                                              |
| NXT TakeOver: 36               | 22. August    | WWE Performance Center | Orlando, Florida        | Karrion Kross (C) vs. Samoa Joe um die NXT Championship |                                                              |
| Extreme Rules                  | 26. September | Nationwide Arena       | Columbus, Ohio          | Roman Reigns (C) vs. „The Demon“ Finn Bálor in einem Extreme Rules Match um die WWE Universal Championship                                                                            |                                                              |
| Crown Jewel                    | 21. Oktober   | Mohammed Abdu Arena    | Riad, Saudi-Arabien     | Roman Reigns (C) vs. Brock Lesnar um die WWE Universal Championship |                                                              |
| Survivor Series                | 21. November  | Barclays Center        | Brooklyn, New York      | Big E vs. Roman Reigns |                                                              |
| NXT WarGames                   | 5. Dezember   | WWE Performance Center | Orlando, Florida        | Team Black & Gold (Tommaso Ciampa, Johnny Gargano, Pete Dunne und L. A. Knight) vs. Team 2.0 (Bron Breakker, Carmelo Hayes, Grayson Waller und Tony D’Angelo) in einem WarGames Match |                                                              |

#### 2022
| Event                     | Datum        | Arena                        | Ort                                    | Hauptkampf | Anmerkung                |
| ------------------------- | ------------ | ---------------------------- | -------------------------------------- | --- | ------------------------ |
| Day 1                     | 1. Januar    | State Farm Arena             | Atlanta, Georgia                       | Big E (c) vs. Seth Rollins vs. Kevin Owens vs. Bobby Lashley vs. Brock Lesnar in einem Fatal Five-way Match um die WWE Championship                                         |                          |
| Royal Rumble              | 29. Januar   | The Dome at America’s Center | St. Louis, Missouri                    | 30-Mann-Royal-Rumble-Match |                          |
| Elimination Chamber       | 19. Februar  | Jeddah Super Dome            | Dschidda, Provinz Mekka, Saudi-Arabien | Bobby Lashley (C) vs. AJ Styles vs. Austin Theory vs. Brock Lesnar vs. Riddle vs. Seth „Freakin“ Rollins in einem Six-Man Elimination Chamber Match um die WWE Championship |                          |
| NXT Stand & Deliver       | 2. April     | American Airlines Center     | Dallas, Texas                          | Dolph Ziggler (C) vs. Bron Breakker um die NXT Championship | Exklusives Network-Event |
| WrestleMania 38           | 10. April    | AT&T Stadium                 | Arlington, Texas                       | Stone Cold Steve Austin vs. Kevin Owens in einem No Holds Barred Match |                          |
| WrestleMania 38           | 11. April    | AT&T Stadium                 | Arlington, Texas                       | Brock Lesnar (WWE-C) vs. Roman Reigns (Universal-C) in einem Winner Takes All Match um die beiden Championtitel zu vereinigen                                               |                          |
| WrestleMania Backlash     | 8. Mai       | Dunkin’ Donuts Center        | Providence, Rhode Island               | Drew McIntyre und RK-Bro (Randy Orton und Riddle) vs. The Bloodline (Roman Reigns und The Usos (Jey Uso und Jimmy Uso))                                                     |                          |
| NXT In Your House         | 4. Juni      | WWE Performance Center       | Orlando, Florida                       | Bron Breakker (C) vs. Joe Gacy um die NXT Championship | Exklusives Network-Event |
| Hell in a Cell            | 5. Juni      | Allstate Arena               | Rosemont, Illinois                     | Cody Rhodes vs. Seth „Freakin“ Rollins in einem Hell in a Cell Match |                          |
| Money in the Bank         | 18. Juli     | MGM Grand Garden Arena       | Las Vegas, Nevada                      | Drew McIntyre vs. Madcap Moss vs. Omos vs. Riddle vs. Sami Zayn vs. Seth „Freakin“ Rollins vs. Sheamus vs. Theory in einem Eight-Man Money in the Bank Ladder Match         |                          |
| SummerSlam                | 23. Juli     | Nissan Stadium               | Nashville, Tennessee                   | Roman Reigns (C) vs. Brock Lesnar in einem Last Man Standing Match um die Undisputed WWE Universal Championship                                                             |                          |
| Clash at the Castle       | 3. September | Principality Stadium         | Cardiff, Wales                         | Roman Reigns (C) vs. Drew McIntyre um den WWE Universal Championship | [ 33 ] [ 34 ]            |
| NXT Worlds Collide        | 4. September | WWE Performance Center       | Orlando, Florida                       | | Exklusives Network-Event |
| Extreme Rules             | 8. Oktober   | Wells Fargo Center           | Philadelphia, Pennsylvania             | |                          |
| NXT Halloween Havoc       |              |                              |                                        | | Exklusives Network-Event |
| Crown Jewel               | 5. November  | TBA                          | Riad, Saudi-Arabien                    | |                          |
| Survivor Series: WarGames | 26. November | TD Garden                    | Boston, Massachusetts                  | |                          |
| NXT Deadline              | 10. Dezember | WWE Performance Center       | Orlando, Florida                       | | Exklusives Network-Event |

#### 2023
| Event                     | Datum         | Arena                                      | Ort                       | Hauptkampf | Anmerkungen                                                             |
| ------------------------- | ------------- | ------------------------------------------ | ------------------------- | --- | ----------------------------------------------------------------------- |
| Royal Rumble              | 28. Januar    | Alamodome                                  | San Antonio, Texas        | Roman Reigns (c) vs. Kevin um den Undisputed WWE Universal Championship |                                                                         |
| Vengeance Day             | 4. Februar    | Spectrum Center                            | Charlotte, North Carolina | Bron Breakker (c) vs. Grayson Waller in einem Steel Cage match um den NXT Championship | Exklusives Network-Event                                                |
| Elimination Chamber       | 18. Februar   | Bell Centre                                | Montreal, Quebec, Canada  | Roman Reigns (c) vs. Sami Zayn um die Undisputed WWE Universal Championship |                                                                         |
| Stand & Deliver           | 1. April      | Crypto.com Arena                           | Los Angeles, California   | Bron Breakker (c) vs. Carmelo Hayes um den NXT Championship | Exklusives Network-Event Ausgestrahlt am Nachmittag von Wrestlemania 39 |
| WrestleMania 39           | 1. April      | SoFi Stadium                               | Inglewood, California     | Night 1: The Usos (Jey Uso und Jimmy Uso) (c) vs. Kevin Owens und Sami Zayn um den Undisputed WWE Tag Team Championship                                                                                               | Ausgestrahlt als eine 2-Teilige Veranstaltung                           |
| WrestleMania 39           | 2. April      | SoFi Stadium                               | Inglewood, California     | Night 2: Roman Reigns (c) vs. Cody Rhodes um den Undisputed WWE Universal Championship | Ausgestrahlt als eine 2-Teilige Veranstaltung                           |
| Backlash                  | 6. Mai        | Coliseo de Puerto Rico José Miguel Agrelot | San Juan, Puerto Rico     | Cody Rhodes vs. Brock Lesnar |                                                                         |
| Night of Champions        | 27. Mai       | Jeddah Super Dome                          | Jeddah, Saudi Arabia      | Kevin Owens und Sami Zayn (c) vs. The Bloodline (Roman Reigns und Solo Sikoa) um den Undisputed WWE Tag Team Championship                                                                                             |                                                                         |
| Battleground              | 28. Mai       | Tsongas Center                             | Lowell, Massachusetts     | Carmelo Hayes (c) vs. Bron Breakker um den NXT Championship | Exklusives Network-Event                                                |
| Money in the Bank         | 1. Juli       | The O2 Arena                               | London, England           | The Bloodline (Roman Reigns und Solo Sikoa) vs. The Usos (Jey Uso und Jimmy Uso) |                                                                         |
| The Great American Bash   | 30. Juli      | H-E-B Center                               | Cedar Park, Texas         | Carmelo Hayes (c) vs. Ilja Dragunov um den NXT Championship | Exklusives Network-Event                                                |
| SummerSlam                | 5. August     | Ford Field                                 | Detroit, Michigan         | Roman Reigns (c) vs. Jey Uso in einem Tribal Combat match um den Undisputed WWE Universal Championship und der Anerkennung als Tribal Chief der Anoaʻi Familie                                                        |                                                                         |
| Payback                   | 2. September  | PPG Paints Arena                           | Pittsburgh, Pennsylvania  | Seth „Freakin“ Rollins (c) vs. Shinsuke Nakamura um den World Heavyweight Championship |                                                                         |
| No Mercy                  | 30. September | Mechanics Bank Arena                       | Bakersfield, California   | Becky Lynch (c) vs. Tiffany Stratton in einem Extreme Rules match um den NXT Women's Championship | Exklusives Network-Event                                                |
| Fastlane                  | 7. Oktober    | Gainbridge Fieldhouse                      | Indianapolis, Indiana     | Seth „Freakin“ Rollins (c) vs. Shinsuke Nakamura in einem Last Man Standing match um den World Heavyweight Championship                                                                                               |                                                                         |
| Crown Jewel               | 4. November   | Mohammed Abdu Arena                        | Riyadh, Saudi Arabia      | Roman Reigns (c) vs. LA Knight um den Undisputed WWE Universal Championship |                                                                         |
| Survivor Series: WarGames | 25. November  | Allstate Arena                             | Rosemont, Illinois        | Cody Rhodes, Seth „Freakin“ Rollins, Jey Uso, Sami Zayn, und Randy Orton vs. The Judgment Day (Damian Priest, Finn Bálor, „Dirty“ Dominik Mysterio, und JD McDonagh) und Drew McIntyre in einem 5 vs 5 WarGames Match |                                                                         |
| Deadline                  | 9. Dezember   | Total Mortgage Arena                       | Bridgeport, Connecticut   | Ilja Dragunov (c) vs. Baron Corbin um den NXT Championship | Exklusives Network-Event                                                |

#### 2024
| Event                         | Datum        | Arena                             | Ort                          | Hauptkampf | Anmerkungen                                                             |
| ----------------------------- | ------------ | --------------------------------- | ---------------------------- | --- | ----------------------------------------------------------------------- |
| Royal Rumble                  | 27. Januar   | Tropicana Field                   | St. Petersburg, Florida      | 30-Mann Royal Rumble Match |                                                                         |
| Vengeance Day                 | 4. Februar   | F&M Bank Arena                    | Clarksville, Tennessee       | Ilja Dragunov (c) vs. Trick Williams um den NXT Championship | Exklusives Network-Event                                                |
| Elimination Chamber: Perth    | 24. Februar  | Optus Stadium                     | Burswood, Australien         | Rhea Ripley (c) vs. Nia Jax um den Women's World Championship |                                                                         |
| Stand & Deliver               | 6. April     | Wells Fargo Center                | Philadelphia, Pennsylvania   | Trick Williams vs. Carmelo Hayes | Exklusives Network-Event Ausgestrahlt am Nachmittag vor Wrestlemania XL |
| WrestleMania XL               | 6. April     | Lincoln Financial Field           | Philadelphia, Pennsylvania   | The Bloodline (The Rock und Roman Reigns) vs. Cody Rhodes und Seth „Freakin“ Rollins | Ausgestrahlt als eine 2-Teilige Veranstaltung                           |
| WrestleMania XL               | 7. April     | Lincoln Financial Field           | Philadelphia, Pennsylvania   | Roman Reigns (c) vs. Cody Rhodes in einem Bloodline Rules Match um den Undisputed WWE Universal Championship                                                                                 | Ausgestrahlt als eine 2-Teilige Veranstaltung                           |
| Backlash France               | 4. Mai       | LDLC Arena                        | Décines-Charpieu, Frankreich | Cody Rhodes (c) vs. AJ Styles um den Undisputed WWE Championship |                                                                         |
| King and Queen of the Ring    | 25. Mai      | Jeddah Super Dome                 | Jeddah, Saudi Arabia         | Cody Rhodes (c) vs. Logan Paul um den Undisputed WWE Championship |                                                                         |
| Battleground                  | 9. Juni      | UFC Apex                          | Enterprise, Nevada           | Trick Williams (c) vs. Ethan Page um den NXT Championship | Exklusives Network-Event                                                |
| Clash at the Castle: Scotland | 15. Juni     | OVO Hydro                         | Glasgow, Schottland          | Damian Priest (c) vs. Drew McIntyre um den World Heavyweight Championship |                                                                         |
| Money in the Bank             | 6. Juli      | Scotiabank Arena                  | Toronto, Ontario, Canada     | Cody Rhodes, Randy Orton und Kevin Owens vs. The Bloodline (Solo Sikoa, Jacob Fatu und Tama Tonga) in einen Six-Man Tag Team Match                                                           |                                                                         |
| Heatwave                      | 7. Juli      | Scotiabank Arena                  | Toronto, Ontario, Canada     | Trick Williams (c) vs. Ethan Page vs. Shawn Spears vs. Je'Von Evans um den NXT Championship                                                                                                  | Exklusives Network-Event                                                |
| SummerSlam                    | 3. August    | Cleveland Browns Stadium          | Cleveland, Ohio              | Cody Rhodes (c) vs. Solo Sikoa um den Undisputed WWE Championship |                                                                         |
| Bash In Berlin                | 31. August   | Uber Arena                        | Berlin, Deutschland          | Gunther (c) vs. Randy Orton um den World Heavyweight Championship |                                                                         |
| No Mercy                      | 1. September | Ball Arena                        | Denver, Colorado             | Ethan Page (c) vs. Joe Hendry um den NXT Championship | Exklusives Network-Event                                                |
| Bad Blood                     | 5. Oktober   | State Farm Arena                  | Atlanta, Georgia             | Cody Rhodes und Roman Reigns vs. The Bloodline (Solo Sikoa und Jacob Fatu) |                                                                         |
| Halloween Havoc               | 27. Oktober  | Giant Center                      | Hershey, Pennsylvania        | Trick Williams (c) vs. Ethan Page in einem Devil's Playground-Match um die NXT Championship                                                                                                  | Exklusives Network-Event                                                |
| Crown Jewel                   | 2. November  | Kingdom Arena                     | Riyadh, Saudi Arabia         | Cody Rhodes (c) vs. Gunther (c) um die WWE Crown Jewel Championship |                                                                         |
| Survivor Series: WarGames     | 30. November | Rogers Arena                      | Vancouver, Kanada            | The OG Bloodline (Roman Reigns, Jimmy Uso, Jey Uso, Sami Zayn) und CM Punk vs. The Bloodline (Solo Sikoa, Jacob Fatu, Tama Tonga, Tonga Loa) und Bronson Reed in einem 5 vs 5 WarGames Match |                                                                         |
| Deadline                      | 7. Dezember  | Minneapolis Armory                | Minneapolis, Minnesota       | Sol Ruca vs. Stephanie Vaquer vs. Zaria vs. Giulia vs. Wren Sinclair in einem Five-Woman Iron Survivor Challenge-Match                                                                       | Exklusives Network-Event                                                |
| Saturday Night’s Main Event   | 14. Dezember | Nassau Veterans Memorial Coliseum | Uniondale, New York          | Cody Rhodes (c) vs. Kevin Owens um den Undisputed WWE Championship | Exklusive Simulcast-Übertragung von Peacock und NBC                     |

#### 2025
| Event                        | Datum       | Arena                        | Ort                         | Hauptkampf | Anmerkungen |
| ---------------------------- | ----------- | ---------------------------- | --------------------------- | --- | --- |
| Saturday Night’s Main Event  | 25. Januar  | Frost Bank Center            | San Antonio, Texas          | Gunther (c) vs. Jey Uso um den World Heavyweight Championship                                                                                  | Exklusive Simulcast-Übertragung von Peacock und NBC                                                              |
| Royal Rumble                 | 1. Februar  | Lucas Oil Stadium            | Indianapolis, Indiana       | 30-Mann Royal Rumble Match | |
| Vengeance Day                | 15. Februar | Entertainment & Sports Arena | Washington, D.C.            | Giulia (c) vs. Bayley vs. Roxanne Perez vs. Cora Jade um die NXT Women’s Championship                                                          | Exklusives Network-Event                                                                                         |
| Elimination Chamber: Toronto | 1. März     | Rogers Centre                | Toronto, Kanada             | Drew McIntyre vs. CM Punk vs. Logan Paul vs. Damian Priest vs. John Cena vs. Seth „Freakin“ Rollins in einem Six-Man Elimination Chamber Match | |
| Stand & Deliver              | 19. April   | T-Mobile Arena               | Paradise, Nevada            | Oba Femi (c) vs. Je'Von Evans vs. Trick Williams um die NXT Championship                                                                       | Exklusives Network-Event Ausstrahlung am Nachmittag vor Wrestlemania 41                                          |
| WrestleMania 41              | 19. April   | Allegiant Stadium            | Paradise, Nevada            | CM Punk vs. Roman Reigns vs. Seth Rollins | Ausgestrahlt als eine 2-Teilige Veranstaltung                                                                    |
| WrestleMania 41              | 20. April   | Allegiant Stadium            | Paradise, Nevada            | Cody Rhodes (c) vs. John Cena um die Undisputed WWE Championship                                                                               | Ausgestrahlt als eine 2-Teilige Veranstaltung                                                                    |
| Backlash St. Louis           | 10. Mai     | Enterprise Center            | St. Louis, Missouri         | John Cena (c) vs. Randy Orton um die Undisputed WWE Championship                                                                               | |
| Saturday Night’s Main Event  | 24. Mai     | Yuengling Center             | Tampa, Florida              | Jey Uso (c) vs. Logan Paul um die World Heavyweight Championship                                                                               | Exklusive Simulcast-Übertragung von Peacock und NBC                                                              |
| Battleground                 | 25. Mai     | Yuengling Center             | Tampa, Florida              | Joe Hendry (c) vs. Trick Williams um die TNA World Championship                                                                                | Exklusives Network-Event                                                                                         |
| Worlds Collide               | 7. Juni     | Kia Forum                    | Inglewood, Kalifornien      | El Hijo del Vikingo (c) vs. Chad Gable for the AAA Mega Championship                                                                           | Exklusiv auf YouTube Koproduziert mit Lucha Libre AAA Worldwide Ausstrahlung am Nachmittag von Money in the Bank |
| Money in the Bank            | 7. Juni     | Intuit Dome                  | Inglewood, Kalifornien      | Cody Rhodes und Jey Uso vs. John Cena und Logan Paul                                                                                           | |
| Night of Champions           | 28. Juni    | Kingdom Arena                | Riyadh, Saudi Arabia        | John Cena (c) vs. CM Punk um die Undisputed WWE Championship                                                                                   | |
| The Great American Bash      | 12. Juli    | Center Stage                 | Atlanta, Georgia            | Jordynne Grace und Blake Monroe vs. Jacy Jayne und Fallon Henley (The Fatal Influence)                                                         | Exklusives Network-Event                                                                                         |
| Saturday Night’s Main Event  | 12. Juli    | State Farm Arena             | Atlanta, Georgia            | Gunther (c) vs. Goldberg um die World Heavyweight Championship                                                                                 | Exklusive Simulcast-Übertragung von Peacock und NBC                                                              |
| Evolution                    | 13. Juli    | State Farm Arena             | Atlanta, Georgia            | Iyo Sky (c) vs. Rhea Ripley vs. Naomi um die Women's World Championship                                                                        | |
| SummerSlam                   | 2. August   | MetLife Stadium              | East Rutherford, New Jersey | Gunther (c) vs. CM Punk um die World Heavyweight Championship                                                                                  | Ausstrahlung als eine 2-Teilige Veranstaltung                                                                    |
| SummerSlam                   | 3. August   | MetLife Stadium              | East Rutherford, New Jersey | John Cena (c) vs. Cody Rhodes um die Undisputed WWE Championship                                                                               | Ausstrahlung als eine 2-Teilige Veranstaltung                                                                    |

## Kommende Veranstaltungen

### 2025
| Event                     | Datum        | Arena                  | Ort                              | Anmerkungen |
| ------------------------- | ------------ | ---------------------- | -------------------------------- | ----------- |
| Clash in Paris            | 31. August   | Paris La Défense Arena | La Défense, Nanterre, Frankreich |             |
| Crown Jewel: Perth        | 11. Oktober  | Perth Arena            | Perth, Australien                |             |
| Survivor Series: WarGames | 29. November | PETCO Park             | San Diego, Kalifornien           |             |

## Statistiken
| Rang | Wrestler       | Anzahl | Erstes PPV-Match     | Letztes PPV-Match     |
| ---- | -------------- | ------ | -------------------- | --------------------- |
| 1    | Randy Orton    | 193    | SummerSlam 2003      | SummerSlam 2025       |
| 2    | Kane           | 176    | SummerSlam 1995      | Royal Rumble 2021     |
| 3    | The Undertaker | 174    | Survivor Series 1990 | WrestleMania 36       |
| 4    | Triple H       | 173    | SummerSlam 1995      | Super ShowDown 2019   |
| 5    | John Cena      | 172    | Vengeance 2002       | SummerSlam 2025       |
| 6    | Edge           | 145    | SummerSlam 1998      | WrestleMania 39       |
| 7    | Chris Jericho  | 144    | Unforgiven 1999      | Greatest Royal Rumble |
| 8    | Big Show       | 142    | WrestleMania XV      | SummerSlam 2017       |
| 9    | The Miz        | 136    | Armageddon 2004      | Royal Rumble 2025     |
| 10   | Seth Rollins   | 126    | Survivor Series 2012 | SummerSlam 2025       |

- Gezählt wurden nur Matches bei der Hauptveranstaltung, keine Pre-Show- oder Dark Matches.